# Laz
Pour les articles homonymes, voir Laz (homonymie).
Pour les articles ayant des titres homophones, voir Laze.
Laz [laz] est une commune du département du Finistère, dans la région Bretagne, en France.

## Géographie

### Situation
Laz est en partie situé dans le pays Dardoup.

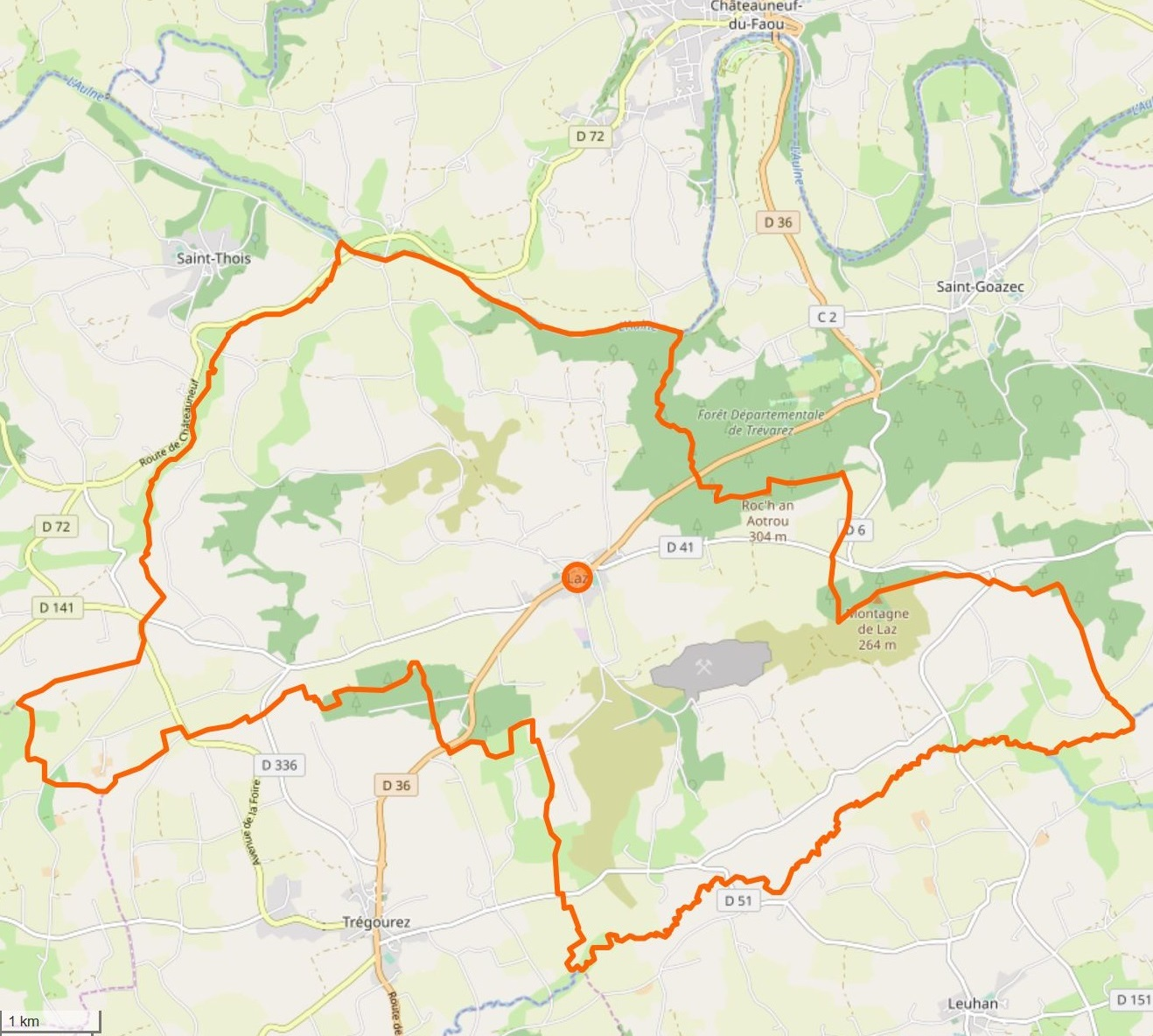
Les limites communales de Laz.

| Saint-Thois | Châteauneuf-du-Faou | Saint-Goazec |
| Edern       | Laz                 |              |
| Trégourez   | Coray               | Leuhan       |

### Relief
Laz est située dans le canton de Châteauneuf-du-Faou (Finistère), au cœur d'une région vallonnée et boisée appelée Menez Du ou Montagnes Noires, qui s'étend sur une trentaine de kilomètres entre la commune de Gourin à l'est et celle de Gouézec, à l'ouest. Le finage de Laz est traversé par deux chaînons parallèles (en fait des crêtes appalachiennes), orientés est-nord-est - ouest-sud-ouest : celui du nord, nommé « Forêt de Laz » (pour l'essentiel située dans la commune de Saint-Goazec), culmine à 304 mètres à Roc'h an Aotrou, formant à cet endroit la limite communale entre Laz et Saint-Goazec, et se prolonge vers l'ouest - sud-ouest par des buttes moins élevées comme celles situées près de Kermengelen qui atteignent un peu plus de 220 mètres d'altitude ; un deuxième alignement de hauteurs, situé plus au sud du territoire du territoire communal, est constitué par le prolongement occidental des Montagnes Noires, nommé localement « Montagne de Laz », culmine à 264 mètres d'altitude et forme aussi un temps limite communale avec Saint-Goazec ; il traverse totalement la partie sud de la commune : le Menez Kermez, très entamé par les extractions de pierre de la carrière du Plessis, atteint 247 mètres et, plus au sud-ouest, on rencontre encore une altitude de 239 mètres entre Fautou Braz et Roz ar Guir. La dépression située entre les deux chaînons précités s'abaisse jusqu'à environ 180 mètres par endroits et abrite le bourg de Laz, situé vers 230 mètres d'altitude. À l'extrême-nord, le finage communal descend en pente forte jusqu'à la rive gauche de l'Aulne (canal de Nantes à Brest) qui se situe seulement à 34 mètres d'altitude, et est échancré par de modestes affluents de l'Aulne qui y ont creusé des vallons boisés comme celui du ruisseau de Moniven au nord-est, qui forme lui aussi limite communale avec Saint-Goazec, ou celui, au nord-ouest, qui forme limite communale avec Saint-Thois. À l'extrême-sud, le finage communal descend jusqu'à la rive droite de l'Odet (à cet endroit proche de sa source qui se situe en Saint-Goazec) qui coule à une altitude variant de 128 mètres près de Coat Bihan à son entrée sur le territoire communal à 97 mètres à sa sortie, formant limite avec la commune de Leuhan.
| - Carte topographique de la commune de Laz. |

La commune, à l'habitat très dispersé en petits villages que l'on qualifierait de hameaux en d'autres régions, offre aux promeneurs et habitants des sites et des points de vue exceptionnels (dont un dénommé justement « Le Point de vue »), donnant au sud sur la vallée de l'Odet et au nord sur l'Aulne canalisée (Canal de Nantes à Brest) et ses tranquilles écluses.

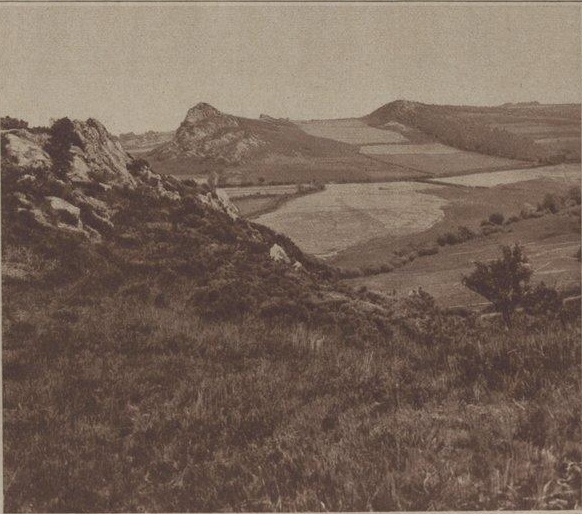
Les rochers du Laz dans les Montagnes Noires (revue du Touring-club de France, 1936).
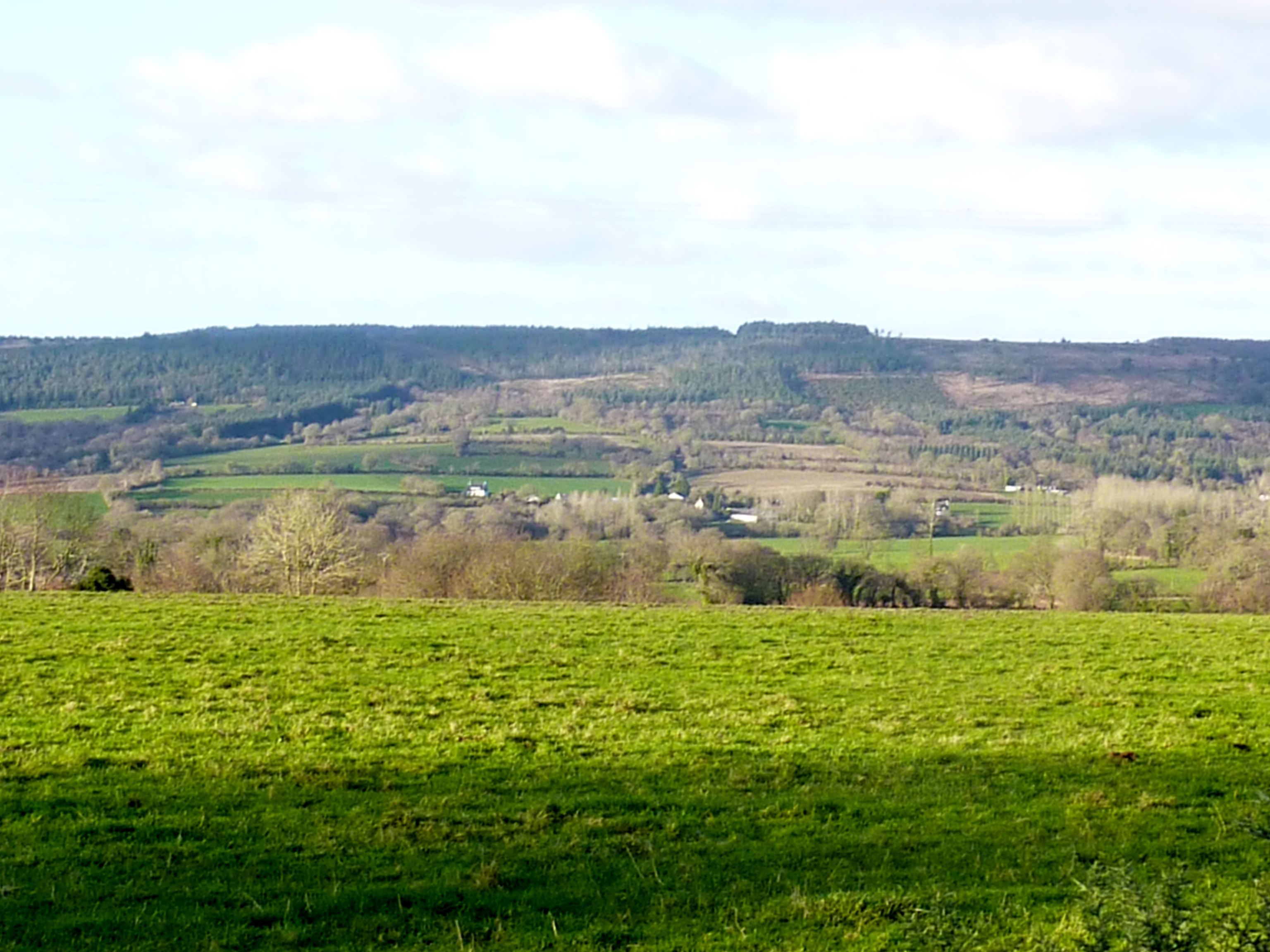
La Montagne de Laz vue depuis Kervéguen en Leuhan ; au premier plan, la vallée de l'Odet.

### Hydrographie
Pour un article plus général, voir Réseau hydrographique du Finistère.
La commune est située dans le bassin Loire-Bretagne. Elle est drainée par l'Aulne, le canal de Nantes à Brest, l'Odet, le ruisseau du Pont neuf et divers autres petits cours d'eau,.
L'Aulne, d'une longueur de 144 km, prend sa source dans la commune de Lohuec et se jette  dans la rade de Brest en limite de Landévennec et de Rosnoen, après avoir traversé 27 communes.  Les caractéristiques hydrologiques de l'Aulne sont données par la station hydrologique située sur la commune de Châteauneuf-du-Faou. Le débit moyen mensuel est de 22,5 m3/s. Le débit moyen journalier maximum est de 417 m3/s, atteint lors de la crue du 28 janvier 1995. Le débit instantané maximal est quant à lui de 436 m3/s, atteint le même jour.
Le canal de Nantes à Brest est un canal, chenal et un estuaire et un cours d'eau naturel navigable sur une grande partie de son cours, d'une longueur de 364 km. Il prend sa source dans la commune de Nort-sur-Erdre et se jette  dans la Loire à Nantes. 
L'Odet, d'une longueur de 63 km, prend sa source dans la commune de Saint-Goazec et se jette  dans l'anse de Bénodet entre les communes de Combrit et de Bénodet, après avoir traversé onze communes.  Les caractéristiques hydrologiques de l'Odet sont données par la station hydrologique située sur la commune de Leuhan. Le débit moyen mensuel est de 0,393 m3/s. Le débit moyen journalier maximum est de 9,76 m3/s, atteint lors de la crue du 12 décembre 2000. Le débit instantané maximal est quant à lui de 10,7 m3/s, atteint le même jour.

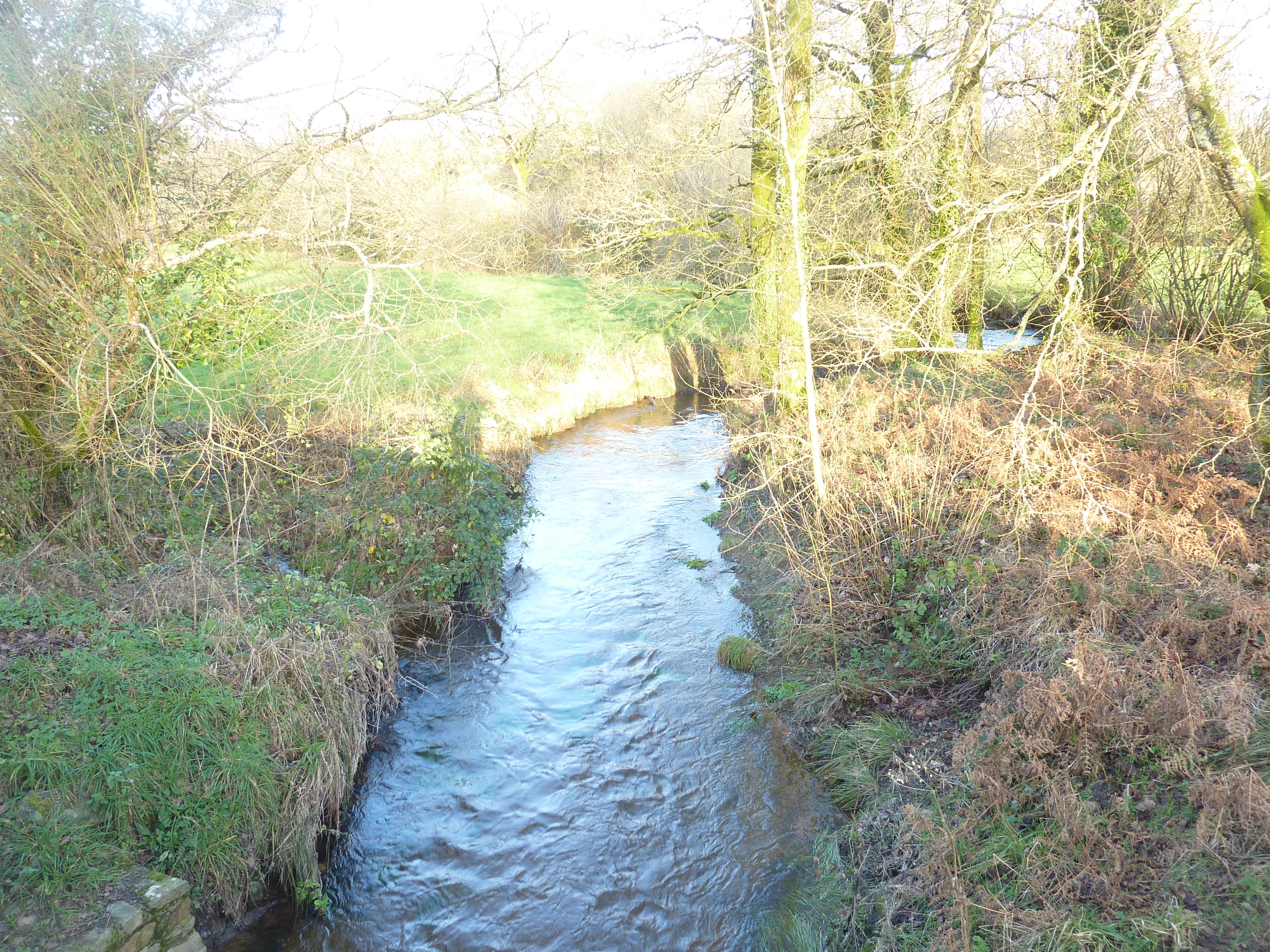
L'Odet près d'Hindréau (pont de la D 6, limite communale entre Laz et Leuhan).
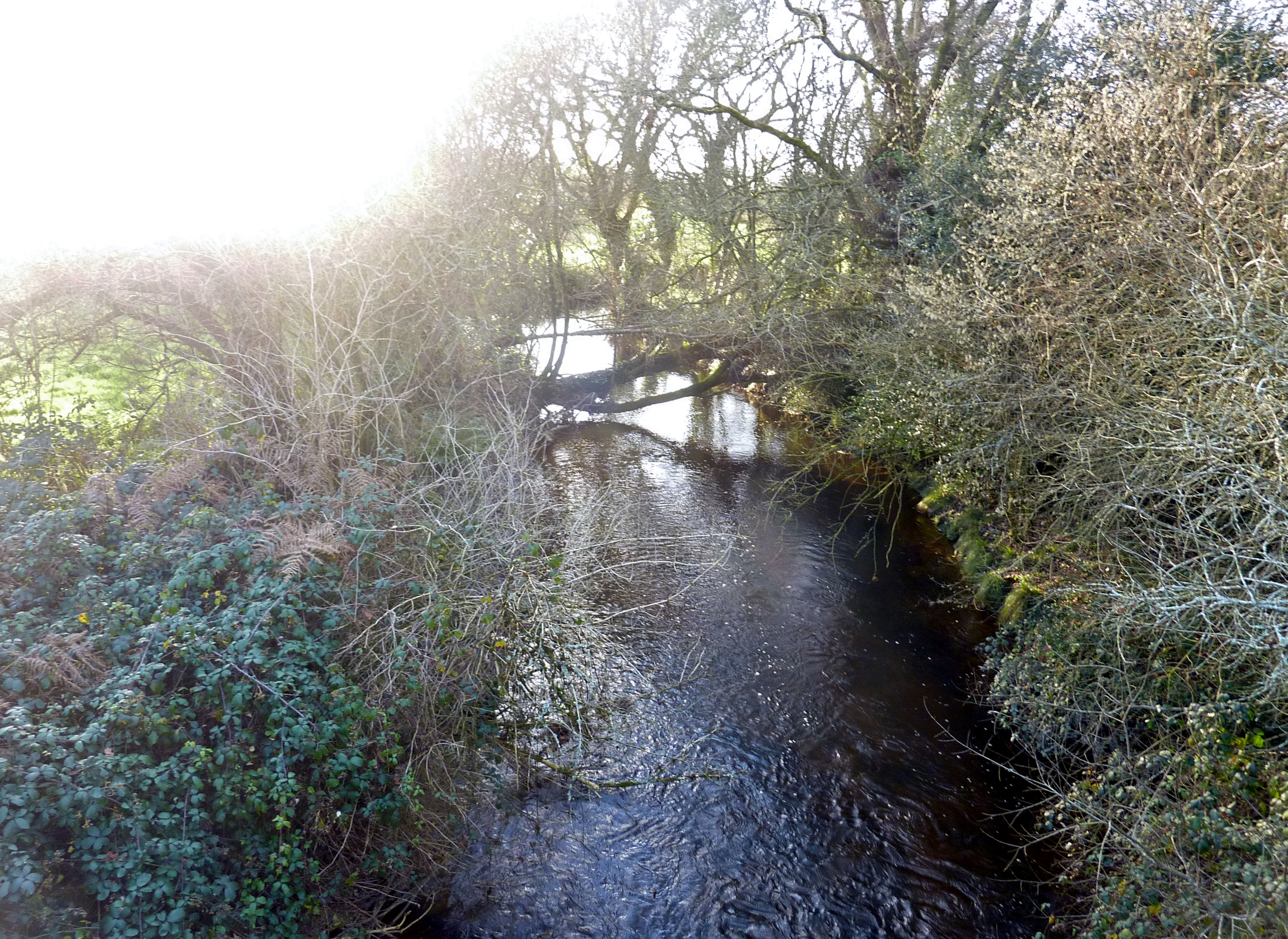
L'Odet à Pont-Orven (D 51, limite communale entre Laz et Leuhan).

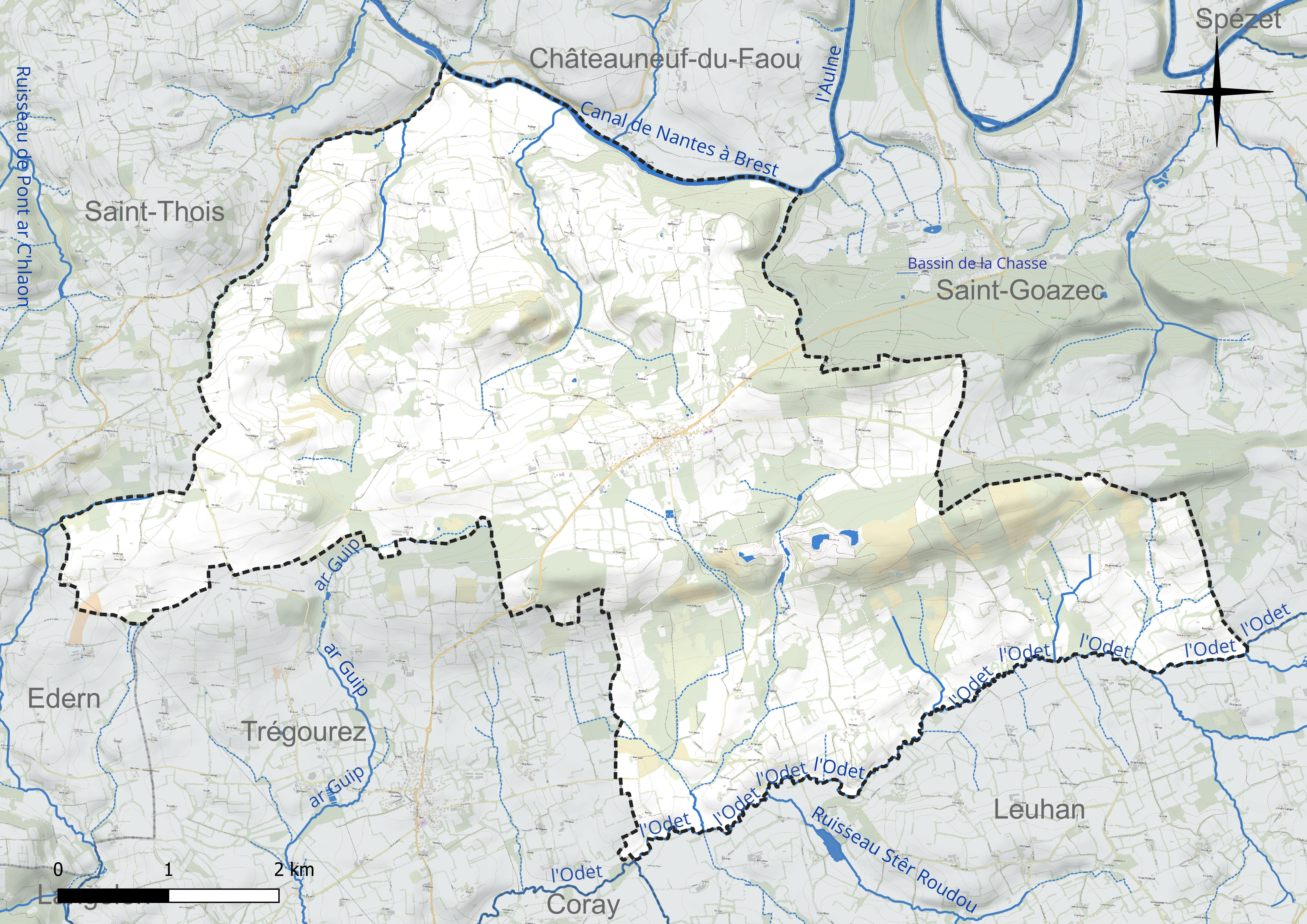
Réseau hydrographique de Laz.

### Climat
Pour des articles plus généraux, voir Climat de la Bretagne et Climat du Finistère.
En 2010, le climat de la commune est de type climat océanique franc, selon une étude du CNRS s'appuyant sur une série de données couvrant la période 1971-2000. En 2020, Météo-France publie une typologie des climats de la France métropolitaine dans laquelle la commune est exposée à un climat océanique et est dans une zone de transition entre les régions climatiques « Finistère nord » et « Bretagne orientale et méridionale, Pays nantais, Vendée ». Parallèlement l'observatoire de l'environnement en Bretagne publie en 2020 un zonage climatique de la région Bretagne, s'appuyant sur des données de Météo-France de 2009. La commune est, selon ce zonage, dans la zone « Monts d'Arrée », avec des hivers froids, peu de chaleurs et de fortes pluies.
Pour la période 1971-2000, la température annuelle moyenne est de 10,7 °C, avec une amplitude thermique annuelle de 11,8 °C. Le cumul annuel moyen de précipitations est de 1 352 mm, avec 17,3 jours de précipitations en janvier et 10 jours en juillet. Pour la période 1991-2020, la température moyenne annuelle observée sur la station météorologique la plus proche, située sur la commune de Coray à 8 km à vol d'oiseau, est de 11,3 °C et le cumul annuel moyen de précipitations est de 1 423,1 mm,. Pour l'avenir, les paramètres climatiques de la commune estimés pour 2050 selon différents scénarios d'émission de gaz à effet de serre sont consultables sur un site dédié publié par Météo-France en novembre 2022.

## Urbanisme

### Typologie
Au 1er janvier 2024, Laz est catégorisée commune rurale à habitat très dispersé, selon la nouvelle grille communale de densité à 7 niveaux définie par l'Insee en 2022.
Elle est située hors unité urbaine. Par ailleurs la commune fait partie de l'aire d'attraction de Châteauneuf-du-Faou, dont elle est une commune de la couronne,. Cette aire, qui regroupe 5 communes, est catégorisée dans les aires de moins de 50 000 habitants,.

### Occupation des sols

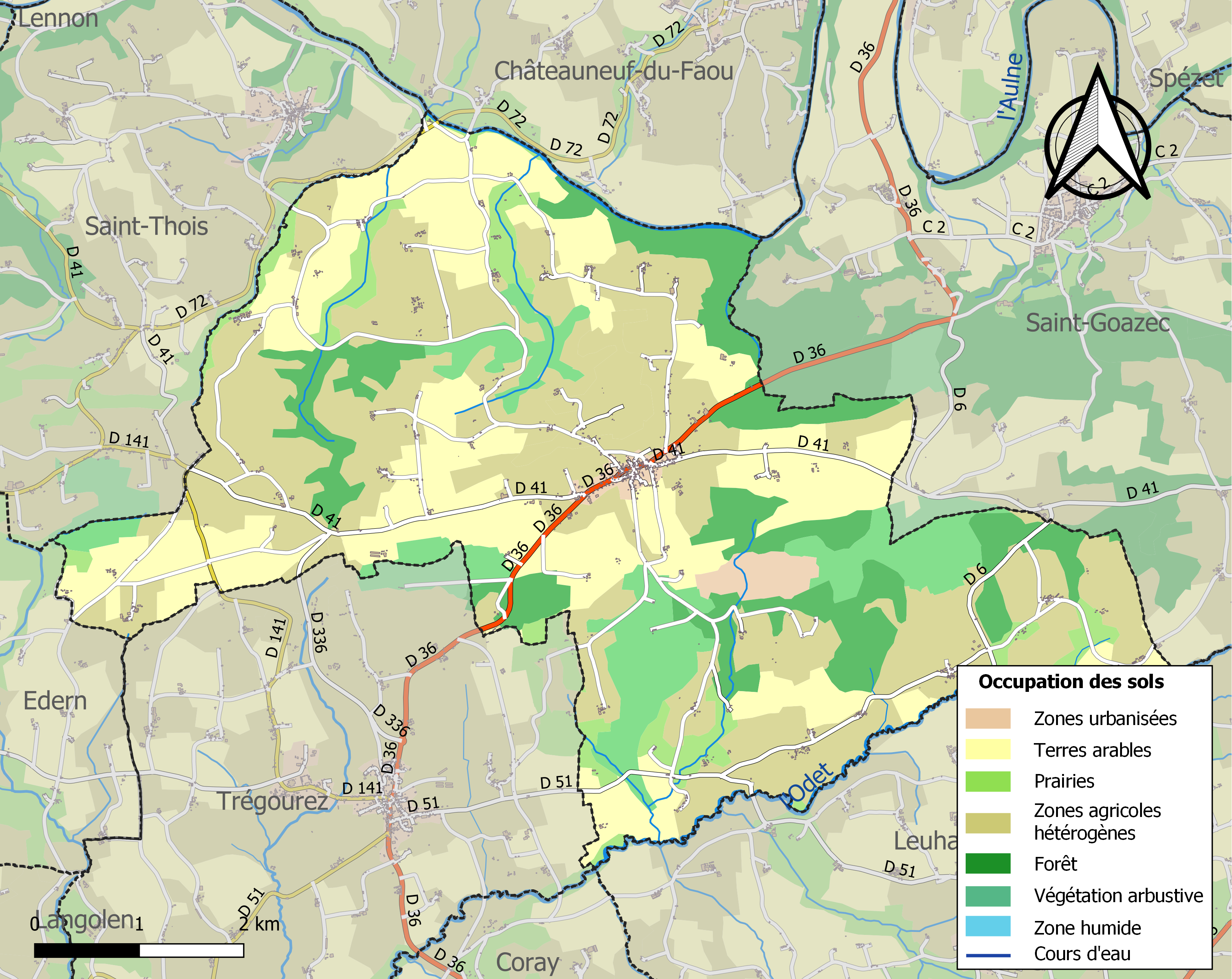
Carte des infrastructures et de l'occupation des sols de la commune en 2018 (CLC).

Le tableau ci-dessous présente l'occupation des sols de la commune en 2018, telle qu'elle ressort de la base de données européenne d'occupation biophysique des sols Corine Land Cover (CLC).
| Type d'occupation                                                                   | Pourcentage | Superficie (en hectares) |
| ----------------------------------------------------------------------------------- | ----------- | ------------------------ |
| Tissu urbain discontinu                                                             | 0,8 %       | 28                       |
| Extraction de matériaux                                                             | 1,2 %       | 41                       |
| Terres arables hors périmètres d'irrigation                                         | 28,2 %      | 954                      |
| Prairies et autres surfaces toujours en herbe                                       | 5,1%        | 187                      |
| Systèmes culturaux et parcellaires complexes                                        | 38,9 %      | 1318                     |
| Surfaces essentiellement agricoles interrompues par des espaces naturels importants | 2,3 %       | 79                       |
| Forêts de feuillus                                                                  | 3,2 %       | 110                      |
| Forêts de conifères                                                                 | 6,3 %       | 213                      |
| Forêts mélangées                                                                    | 4,2 %       | 142                      |
| Landes et broussailles                                                              | 5,5 %       | 185                      |
| Forêt et végétation arbustive en mutation                                           | 3,8 %       | 129                      |
| Source : Corine Land Cover                                                          |             |                          |

## Toponymie
Le nom « Laz » provient probablement du vieux celte « lath » (signifiant « lieu élevé »). Une autre hypothèse indique que le nom « Laz » proviendrait du gallois « ladd » (le double « d » se prononce « z » en gallois), signifiant « meurtre » ; ce nom s'expliquerait par le fait qu'autrefois cette région très forestière était dangereuse pour les voyageurs et que de nombreux meurtres s'y commettaient, sans parler des nombreux loups présents dans la région[réf. nécessaire], mais ce n'est là qu'une hypothèse moins probable. Le nom s'est aussi écrit « Las » au XVIIIe siècle.

## Histoire

### Antiquité

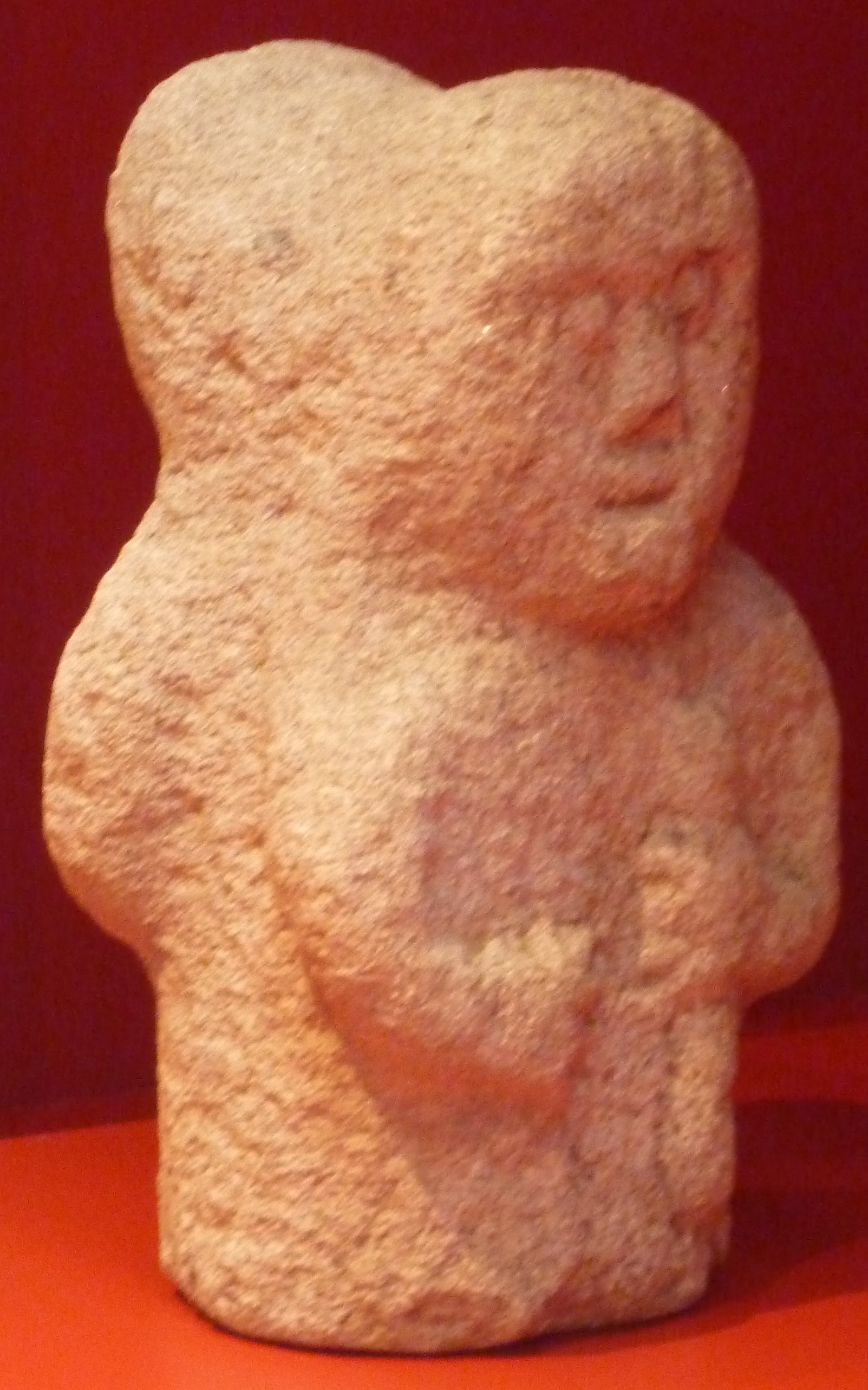
Statuette sculptée sur les deux faces représentant Mercure, trouvée à Laz (Musée de Bretagne, Rennes).

Historiquement, la commune fut au cœur d'une région chargée d'événements, avec une colonisation romaine attestée, une évangélisation par les fameux saints bretons et des traces du Moyen Âge dans quelques monuments et beaucoup de toponymes.

### Moyen Âge
L'histoire devient plus connue à compter du XVe siècle et particulièrement riche à partir du XVIIe siècle.

#### Les origines de la paroisse
La paroisse de Laz serait issue du démembrement de la paroisse de l'Armorique primitive de Trégourez. Un saint dénommé saint Bertuald (saint par ailleurs inconnu qui n'est probablement pas Bertwald de Cantorbéry) aurait fait don de son ermitage, situé dans l'actuel hameau de Lanverzet, à l'abbaye de Landévennec.
Le bourg initial aurait été situé au village de Ker Vorn, sur un replat au pied de la « Montagne de Laz » et le bourg aurait été déplacé à son emplacement actuel à une date inconnue.
Guillaume Anceau, écuyer originaire de la paroisse de Laz, connétable de Guingamp, soutint Charles de Blois pendant la guerre de Succession de Bretagne et fut fait prisonnier lors de la bataille d'Auray en 1364.

#### La baronnie de Laz
La baronnie de Laz, dont l'origine est inconnue, comprenait au XVe siècle

« la partie de la Cornouaille qui s'avançait en pointe dans le pays de Poher, du bourg de Coray jusqu'à quelques toises de la ville de Châteauneuf-du-Faou. […] Elle comprenait la vaste paroisse de Laz, dont Saint-Goazec ne formait qu'une trève, la presque totalité de Trégourez et enfin une notable partie de Coray. […] Le chef-lieu en était le château de Laz, qui s'élevait au bourg de ce nom, au bord d'un des anciens chemins mettant Carhaix en communication avec la mer. Aucun vestige n'en subsiste […]. Il fut en effet abandonné de bonne heure par ses seigneurs, qui en arrivèrent à oublier le chef-lieu de leur seigneurie. Les aveux […] le passaient sous silence, mentionnant en première ligne le manoir de Trévaré (manoir de Trévarez), qui n'était qu'un arrière-fief de Laz, possédé en 1486 par un certain Jehan Droniou […]. Les descriptions données dans les aveux laissent deviner la vie dont il était le centre. Outre le château, qui possédait une bibliothèque choisie, et ses dépendances immédiates, on y parle d'une boulangerie, d'un four avec fournil, d'un “pavillon pour le carrosse”, d'écurie, volière, maison à pressoir, étables et autres bâtiments de la métairie, jardin, puits, vivier, etc. […] Non loin du château s'élevait une chapelle sous le vocable de Notre-Dame. Une chapellenie de trois messes par semaine y était desservie, entretenue sur les revenus de la seigneurie »

— R. Delaporte, « Notice sur les seigneuries de La Roche-Helgomarc'h, Laz et Botiguigneau ».
Plusieurs seigneuries relevaient de la baronnie de Laz : Coatbihan, Kerorhant, Les Salles, Stancorven, Rosilis-Ploué, Guern-an-Bastard et Le Plessis dans la paroisse de Laz, Kerbigodou et La Salle-Penquélen dans la trève de Saint-Goazec, La Villeneuve, Crec'hanveil et Kerguiridic en Trégourez, Keromnès en Coray. Le baron de Laz était premier prééminencier dans des églises et chapelles avoisinantes comme celles de Saint-Germain, de Notre-Dame et de Saint-Augustin en Laz, de Notre-Dame de Trévaré [Trévarez], de Saint-Pierre et de La Madeleine en Saint-Goazec, de Saint-Idunet et de Notre-Dame-de-Ponthouar en Trégourez.
À partir de 1486, la baronnie de Laz appartient à la famille de Laval. En 1486, les seigneurs de Laz font extraire du schiste ardoisier au lieu-dit Mengleuz-Moguer en Saint-Goazec.
En 1576, le roi de France Henri III annexa au marquisat de La Roche-Laz (en Saint-Thois) qu'il venait de créer au profit de Troilus de Mesgouez la seigneurie de Botiguigneau et la baronnie de Laz. Après le décès de ce dernier, qui n'eut pas d'enfant, le marquisat et la baronnie, dont sa nièce Anne de Coatanezre hérita, passa par son mariage avec Charles de Kernezné aux mains de cette famille qui habitait le manoir de Trévarez en Saint-Goazec.

### Époque moderne
Un aveu d'Anne de Laval concernant la seigneurie de Kergorlay date de 1543.
En 1592, Guy Éder de La Fontenelle, sinistre brigand-ligueur, s'abrita un temps dans la forêt de Laz pour commettre ses exactions dans les régions avoisinantes.

La juridiction du marquisat de La Roche-Laz tint ses audiences alternativement à Laz et à Briec : 

« La juridiction était exercée par […] des officiers, sénéchal, bailli, et procureur fiscal, assistés de cinq à six sergents, et d'environ dix-huit procureurs qui cumulaient le plus souvent leur charge avec les fonctions de notaire. Les audiences se tenaient assez régulièrement de quinzaine en quinzaine, alternativement à Laz et Briec, en exécution d'un arrêt du Parlement de 1665. Il y avait un auditoire dans chacune de ces localités. Les prisons se trouvaient à Laz où se voyait aussi un pilier armorié aux armes de la juridiction avec cep et collier servant de pilori ; les fourches patibulaires à quatre piliers s'étaient autrefois élevées à proximité du bourg, mais depuis longtemps elles étaient ruinées. […] Les juges seigneuriaux se déchargeaient en effet très volontiers sur les officiers des sénéchaussées du soin de poursuivre les criminels. »

Les marquis de La Roche-Laz tiraient profit des pêcheries, louées à un prix élevé, exploitées dans l'Aulne et l'Odet, ainsi que du bois des nombreuses forêts avoisinant Laz où, au XVIIIe siècle, la marine venait, depuis Brest et Lorient, faire des coupes nombreuses et importantes.
En 1648, Charles de Kernezné, marquis de La Roche-Helgomarc'h et baron de Laz, obtient par lettres patentes l'autorisation de faire tenir à Laz un marché tous les mardis.
En juillet 1655, le père Julien Maunoir prêcha une Mission à Laz (et une à Saint-Goazec en août 1655) ; c'est en cette occasion que la famille de Kernezné s'engagea à financer en partie la construction de la nouvelle église et que furent créées les confréries des Trépassés et du saint Rosaire, à l'origine des deux retables qui se trouvent encore dans l'église. Ses grandes dimensions étonnent, mais s'expliquent par le projet d'en faire un lieu de pèlerinage pour la Vierge miraculeuse de Trévarez, finalement restée dans la chapelle Notre-Dame-des-Portes à Châteauneuf-du-Faou. Les ennuis de Luc Joseph de Kernezné, compromis dans la conspiration de Pontcallec, et en bonne partie alors ruiné, expliquent que la famille de Kernezné ne finança finalement que le bois et la charpente. L'ancienne église datant du XVe siècle, dédiée à saint Germain et située deux cents mètres plus au sud continua à être aussi utilisée pendant une vingtaine d'années. Sa ruine existe encore sur le cadastre de 1834.

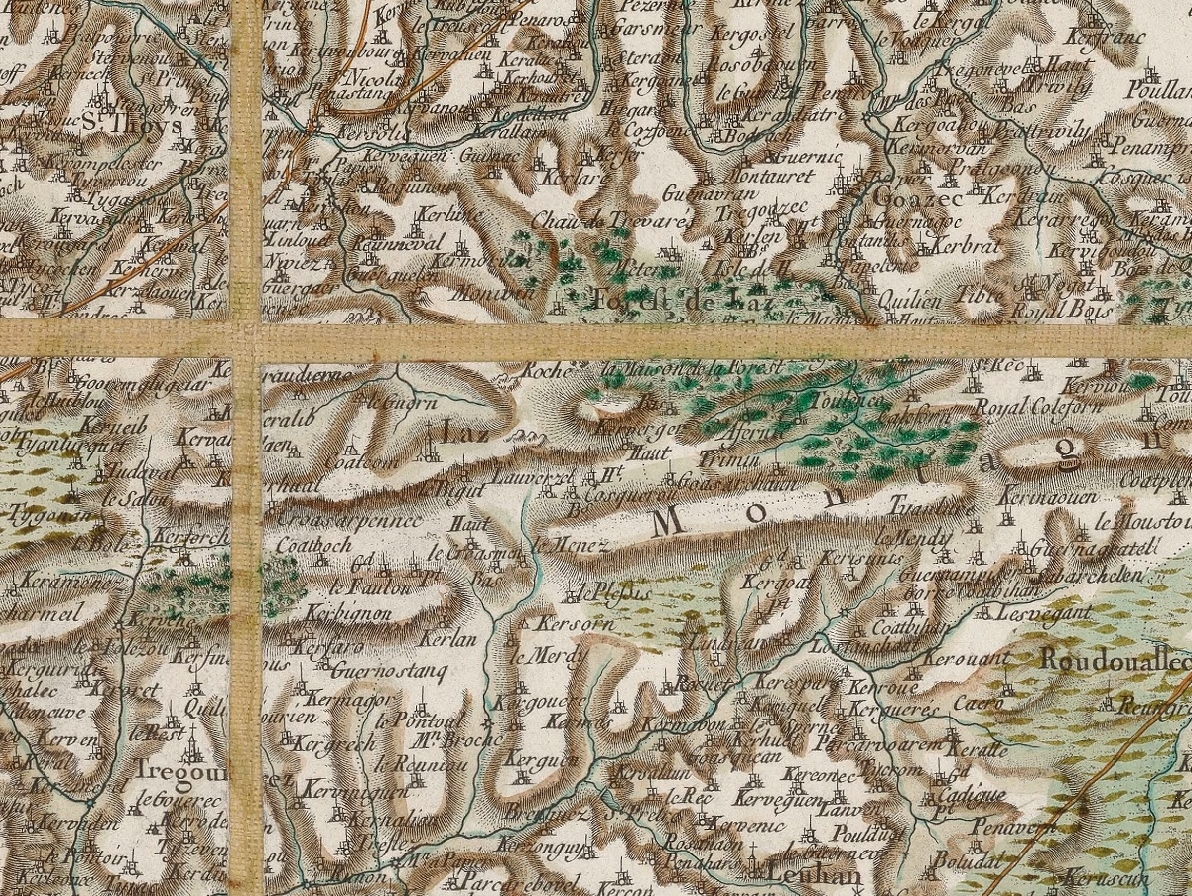
Carte de Cassini de Laz et de ses environs (1784).

L'hôpital de charité de Laz, fondé par Christophe-Paul de Robien existe depuis 1775 et existait encore en 1850, de même qu'une prison.
Jean-Baptiste Ogée décrit ainsi Laz en 1779 :

« On y compte 2 400 communiants, y compris ceux de Saint-Goazec, sa trève. […] Cette paroisse est située près des Montagnes Noires, qui occupent une partie de son territoire du côté du sud. On y remarque des terres bien cultivées et une quantité prodigieuse de landes, dont le sol pierreux et stérile ne mérite pas les soins du cultivateur. »

### Révolution française
La paroisse de Laz et sa trève de Saint-Goazec, qui comprenaient alors 332 feux, élurent quatre délégués (Joël David, Ambroise Bizien, Joseph Le Guével, Louis Le Duigou), pour les représenter à l'assemblée du tiers-état de la sénéchaussée de Quimper au printemps 1789.
Le 4 août 1789, des domaniers de Trégourez et Laz envahirent le manoir de Trévarez.
Au printemps 1796, chargés par De Bar « de rallier des mécontents du côté de Carhaix et d'étendre l'insurrection dans le Finistère, des racoleurs parcoururent les campagnes de Langolen, Coray, Trégourez, Leuhan, Laz, prenant le nom des déserteurs, des conscrits et même des hommes mariés, et les avertissant, avec des menaces, de se tenir prêts quand on viendrait les réunir ».
Sous le Consulat, un chouan, Le Goff, garçon-meunier à Pont-Croix (Finistère), dit « La Grandeur », qui faisait partie de la bande qui assassina Yves Marie Audrein, évêque de Quimper, fut abattu dans un hameau de Laz après des combats entre cette bande de chouans et des militaires « bleus » (troupes républicaines) le 27 pluviôse an IX (16 février 1801).
Marquée par la période révolutionnaire, celle des guerres de Chouannerie et une terre ingrate, la commune ne connaîtra son essor qu'à compter du milieu du XIXe siècle, lorsque les amendements et d'autres techniques agricoles en permettent la mise en valeur.
Jacques Cambry écrit : « La forêt de Laz nourrit une telle quantité de loups, de sangliers, qu'ils désespèrent les cultivateurs : ils sont obligés de veiller la nuit dans les communes, pour éloigner ces animaux. On trouve des daims, des cerfs, des biches, des chevreuils, des blaireaux, des hermines, des belettes et des renards dans cette forêt : ils n'y sont plus en aussi grand nombre. Les malfaiteurs ont de tout temps choisi cette retraite : elle les met à l'abri des poursuites de la justice ».

### LeXIXesiècle

#### La première moitié duXIXesiècle
En 1843, A. Marteville et P. Varin, continuateurs d'Ogée, décrivent Laz : pour une superficie totale de 3 428 hectares, la commune possède alors 1 122 ha de terres labourables, 106 ha de prés et pâtures, 92 ha de bois (la forêt de Laz, d'une superficie de 400 ha et qui appartenait alors à Madame de Pont-Bellanger, propriétaire du manoir de Trévarez, est située en majeure partie dans la commune de Saint-Goazec), 56 ha de vergers et jardins, 1 806 ha de landes et incultes. Six moulins existaient alors (Le Ster, Stan-Corvan, Tréveil, Kerguéré, du Plessis). Les auteurs précisent que « Laz est situé sur un plateau d'où l'on jouit d'une superbe vue » et « on parle le breton ».

#### L'épidémie de scarlatine de 1851
En 1851 une épidémie de scarlatine se répand dans toute la région de la montagne de Laz ; le docteur Le Breton, médecin dans l'arrondissement de Châteaulin, écrit : « La scarlatine attaquait surtout les jeunes enfants et comme pour eux, dans le pays, on n'appelle jamais ni médecin ni prêtre, on apprenait à la foire au bourg leur maladie et leur mort. D'ailleurs, les habitants de la campagne, persuadés que la scarlatine a une marche fatale comme la variole, se gardaient pour la plupart d'appeler un médecin près de leur enfant, leur prodiguaient le vin et les excitants de toute espèce, leur fournissaient tout ce qu'ils pouvaient demander et négligeaient entièrement les plus simples précautions hygiéniques ».

#### L'affaire Douglas
James Charles Whyte, dit lord Douglas (c'était le patronyme de sa mère) est un riche et excentrique anglais né en 1820 en Écosse, séparé de son épouse, qui vivait dans un manoir de Laz. Il avait les cheveux roux raison pour laquelle il était surnommé "Barbe Rouge". En 1866, il prit à son service comme gardeuse de vaches une fillette de 6 ans, Marie Yvonne Louarn. Une dizaine d'années plus tard, elle devint sa maîtresse, ce qui fit scandale. Douglas s'en sépara alors et elle se maria en 1877 avec un journalier de Laz, Louis Bilien. Mais, quelques mois après son mariage, elle s'enfuit avec Douglas, probablement en Grande-Bretagne, après que celui-ci eut mis en vente sa propriété de Laz, ce qui provoqua un nouveau scandale qui défraya la chronique.

#### La deuxième moitié duXIXesiècle
Frank Davies fait cette description de la campagne aux alentours de Laz et Saint-Goazec dans un livre publié initialement en anglais en 1875 : « Chaque fourré, à une certaine distance de la ville, abrite un renard, un loup ou un sanglier. Et plus, dans certains d'entre eux, comme Laz, Coat-Quéinnec et Kilvern [en Saint-Goazec], on trouve chacune de ces espèces et même des chevreuils et du plus petit gibier ».
La présence de loups a provoqué de nombreux récits plus ou moins imaginaires, comme celui-ci :

« Dans le marais du Yeun Merdy (Yeur ar Maerdi), entre Laz et Trégourez, un paysan qui s'appelait Yann Guernastang s'était égaré […] ; il s'enfonça sans le marais. Il appela au secours tout en récitant des dizaines d'Ave Maria. Un loup passa alors à côté de lui et s'approcha. L'homme lui saisit la queue en poussant un grand cri. Effrayé, le loup bondit et le sortit du marais. Sur quoi le paysan dit : “Gwelloc'h un taol fardelat ewit kant Ave Maria”, c'est-à-dire « Mieux vaut un bon coup de rein que trente-six Ave Maria». »

En 1862, le chemin de grande communication no 3, allant de Rosporden à Châteauneuf-du-Faou, et passant par Laz, est livré à la circulation, excepté sur une longueur de 1 800 mètres, dans la Montagne de Laz, qui est en voie d'achèvement. En 1869, le chemin de grande communication no 41 allant de Châteaulin à Roudouallec et passant par Laz est empierré, son tracé rectifié, et un petit pont construit à Roscannou en Gouézec sur un affluent de l'Aulne.
En 1877, le conseil municipal de Laz demande le rétablissement de ses quatre foires « qui avaient été supprimées jadis […] Les foires de Laz donneront lieu à d'importantes transactions de bouvillons d'élevage venant du Léon, en bœufs d'âge, retournant sur le versant nord [de l'Aulne] pour y être engraissés. Les moutons seront conduits en fortes quantités. Le cheval, dit bidet, y sera aussi amené […] ». Le Conseil général du Finistère donna un avis favorable alors que des demandes antérieures, par exemple en 1871, avaient été refusées.
Un rapport du Conseil général du Finistère indique en août 1880 que Laz fait partie des 27 communes de plus de 500 habitants du Finistère qui n'ont encore aucune école de filles.
En mars 1888, une épidémie de petite vérole sévit à Laz, faisant plusieurs victimes.
Jean Cosquer, cultivateur, soldat du 118e régiment de ligne, fut condamné à mort par le conseil de guerre pour « voies de fait » et « outrages » en octobre 1890. Sa peine fut commuée en 10 ans de détention, avec dégradation militaire.

### LeXXesiècle

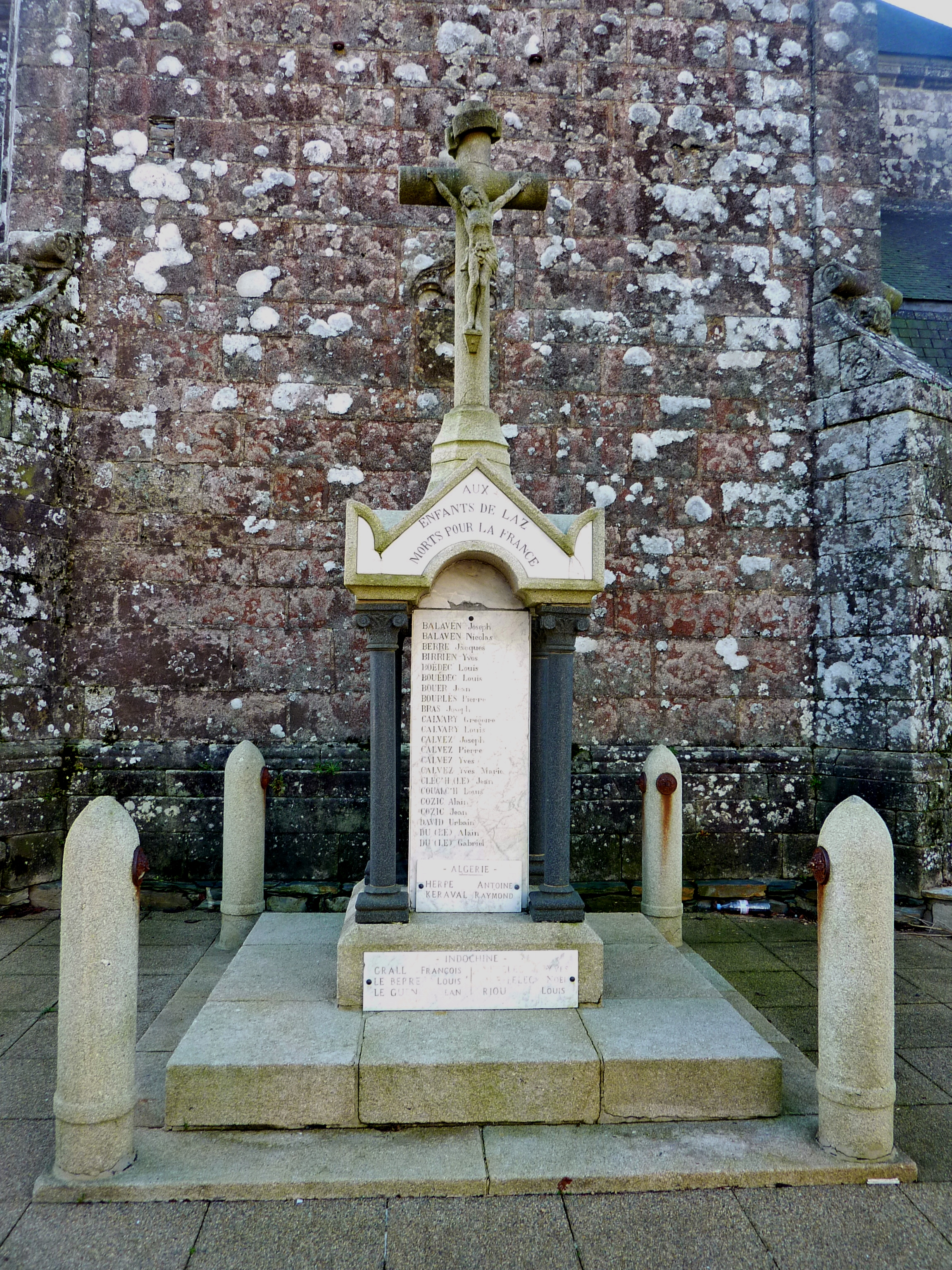
Laz : le monument aux morts.

#### LaBelle Époque
Dans un rapport daté de décembre 1902, le préfet du Finistère indique qu'à Laz « seulement un tiers de la population comprend le français ».
Déclarée d'utilité publique le 12 juillet 1908, la ligne ferroviaire à voie métrique des Chemins de fer départementaux du Finistère allant de Châteauneuf-du-Faou à Rosporden, longue de 39 km, fut mise en service le 21 décembre 1912. Elle desservait les gares de Saint-Thois-Pont-Pol, Laz, Trégourez, Guernilis, Coray, Tourc'h, Bois-Jaffray-Saint-Guénal et Elliant. Elle ferma dès 1933 /1935 ?

#### La Première Guerre mondiale
Le monument aux morts de Laz porte les noms de 66 soldats morts pour la France pendant la Première Guerre mondiale. Parmi eux, quatre au moins (Joseph Balaven, Louis Calvary, Pierre Calvez, Jean Marie Riou) sont morts sur le front belge lors de la Course à la mer, deux (Hervé Le Du et Pierre Morvan) au moins sont décédés dans les Balkans alors qu'ils étaient membres de l'Armée française d'Orient, la plupart des autres sont décédés sur le sol français.

#### La Seconde Guerre mondiale
Le monument aux morts de Laz porte les noms de 14 personnes mortes pour la France pendant la Seconde Guerre mondiale. Parmi elles, un soldat, Louis Rospars qui fut décoré de la Croix de guerre avec palmes ; un autre soldat, Joseph Le Du est mort en captivité en Allemagne.
Alain Le Bris, né le 22 mars 1926 à Quimper, entré dans le réseau de résistance Vengeance au printemps 1943, en même temps que son frère Corentin Le Bris (né en 1924), participa au maquis de Laz-Saint-Thois, implanté principalement dans le bois du Plessis, dirigé par Morillon, fut arrêté en mai 1944 à la chapelle de Lorette en Plogonnec en mai 1944 et déporté au camp de concentration de Buchenwald (il décéda en 1964 des suites de sa déportation). Ce maquis devint à partir de juillet 1944 le « bataillon Normandie », basé à Kerallé en Leuhan et au Plessis en Laz ; il fut dirigé à partir de son parachutage dans le cadre de l'opération Jedburgh le 17 juillet 1944 par le capitaine Jean Bernard.

#### L'après-Seconde-Guerre-mondiale
Six soldats originaires de Laz (François Grall, Jean Le Guen, Louis Le Berre, Yves Nédélec, Noël Queffelec, Louis Riou)  sont morts pendant la guerre d'Indochine et deux (Antoine Herpe, Raymond Keraval) pendant la guerre d'Algérie.
La discothèque Le Point de Vue ouvre en 1971 ; elle compte rapidement deux salles aux ambiances différentes, l'une rentre, l'autre pour les plus jeunes, attirant au plus fort de son activité parfois près de 2 000 personnes. Le 20 juin 1997 la discothèque est détruite par un incendie, mais est restaurée et rouvre en 1998. Les mesures sanitaires prises pour lutter contre la pandémie du Covid 19 entraînent la fermeture de la discothèque en 2021 et sa mise en vente.

### LeXXIesiècle
La société « Total Solar », une filiale du groupe Total pour les énergies nouvelles, projette d'installer 38 880 panneaux solaires dans les 62 hectares des anciennes carrières du Plessis ; cette centrale photovoltaïque a ouvert fin 2023 (inaugurée le 19 avril 2024) et peut alimenter l'équivalent de 10 000 foyers en électricité et est lors de sa mise en service la plus importante de Bretagne.
Le trou de l'ancienne carrière du Plessis constitue une réserve d'eau potable, pour l'instant inexploitée, mais à l'avenir son volume d'eau pourrait alimenter le bassin de l'Odet en période d'étiage pou apporter un volume complémentaire pour la production d'eau potable.

## Politique et administration

### Liste des maires
| Période    | Période    | Identité          | Étiquette | Qualité                                    |
| ---------- | ---------- | ----------------- | --------- | ------------------------------------------ |
| avant 1819 | après 1819 | M. De Kernezne    |           | Constructeur du clocher de l'église de Laz |
| 1945       | 1977       | Nicolas Le Clec'h | SFIO→PS   |                                            |
| 1977       | 2001       | Annick Barré      | UDF       | Directrice du Domaine de Trévarez          |
| 2001       | 2014       | Vital Louarn      | DVG       |                                            |
| 2014       | en cours   | Annick Barré      | UDI       | Cadre retraitée                            |

## Démographie
L'évolution du nombre d'habitants est connue à travers les recensements de la population effectués dans la commune depuis 1793. Pour les communes de moins de 10 000 habitants, une enquête de recensement portant sur toute la population est réalisée tous les cinq ans, les populations de référence des années intermédiaires étant quant à elles estimées par interpolation ou extrapolation. Pour la commune, le premier recensement exhaustif entrant dans le cadre du nouveau dispositif a été réalisé en 2005.

En 2022, la commune comptait 684 habitants, en évolution de +2,86 % par rapport à 2016 (Finistère : +2,16 %, France hors Mayotte : +2,11 %).
| 1793  | 1800  | 1806  | 1821  | 1831  | 1836  | 1841  | 1846  | 1851  |
| ----- | ----- | ----- | ----- | ----- | ----- | ----- | ----- | ----- |
| 1 280 | 1 383 | 1 133 | 1 291 | 1 358 | 1 429 | 1 404 | 1 555 | 1 433 |

| 1856  | 1861  | 1866  | 1872  | 1876  | 1881  | 1886  | 1891  | 1896  |
| ----- | ----- | ----- | ----- | ----- | ----- | ----- | ----- | ----- |
| 1 242 | 1 251 | 1 250 | 1 201 | 1 209 | 1 238 | 1 245 | 1 203 | 1 313 |

| 1901  | 1906  | 1911  | 1921  | 1926  | 1931  | 1936  | 1946  | 1954  |
| ----- | ----- | ----- | ----- | ----- | ----- | ----- | ----- | ----- |
| 1 389 | 1 412 | 1 464 | 1 383 | 1 384 | 1 370 | 1 290 | 1 211 | 1 115 |

| 1962  | 1968 | 1975 | 1982 | 1990 | 1999 | 2005 | 2006 | 2010 |
| ----- | ---- | ---- | ---- | ---- | ---- | ---- | ---- | ---- |
| 1 025 | 996  | 863  | 786  | 706  | 694  | 744  | 753  | 696  |

| 2015 | 2020 | 2022 | - | - | - | - | - | - |
| ---- | ---- | ---- | - | - | - | - | - | - |
| 665  | 683  | 684  | - | - | - | - | - | - |

Après avoir culminé dans les années 1920, la population a régulièrement décru depuis. Ces cinq dernières années, une nouvelle population s'installe progressivement, beaucoup travaillant à Châteauneuf-du-Faou, Briec, Quimper, Carhaix et participe au renouveau du bourg et des villages.

## Monuments et sites
- L'église paroissiale Saint-Germain-et-Saint-Louis, de style classique (de style jésuite), date de 1729 (elle fut reconstruite d'après les plans d'Isaac Robellin, ingénieur de la marine, grâce aux dons de la famille de Kernezné, seigneurs de La Roche-Laz, qui fournit le bois et les ardoises ; la population finança le reste et assura le charroi des pierres nécessaires à sa construction). Elle est de grande taille, ce qui s'explique par la population de l'époque et l'importance alors de la pratique religieuse. Son clocher tronqué (par manque d'argent, il fallut renoncer au dôme initialement prévu) date de 1827 (avant sa construction, la cloche était accrochée au grand if du cimetière)[69]. Son placître contient deux statues datant des XIIIe siècle ou XIVe siècle, l'une représentant la Vierge, l'autre un cavalier qui sont des témoins subsistant de l'église précédente, démolie à la fin du XVIIIe siècle et qui était consacrée à Notre-Dame ; deux statues, une Vierge-Mère et une Sainte Femme, situées à l'intérieur de l'église actuelle au sommet de deux piliers conduisant à la sacristie datent proviennent aussi de l'église antérieure, de même qu'un guerrier mourant, un bas-relief de la Résurrection et une Pietà ; les deux retables sont dus à François Favennec[70] : le retable du Rosaire date du XVIIIe siècle et présente dans des médaillons les quinze mystères du Rosaire (les mystères joyeux, les mystères douloureux et les mystères glorieux) ; dans le panneau central saint Dominique et sainte Catherine de Sienne reçoivent de la Vierge Marie le chapelet et le scapulaire et, au fond, se trouve une représentation de la bataille de Lépante. Le retable des Âmes du Purgatoire représente en bas de petits personnages qui se débattent dans le brasier de l'Enfer, mais un ange tire une âme par le bras pour l'extraire de la fournaise dans l'espérance d'atteindre le Purgatoire ; les deux-tiers supérieurs du panneau représente les élus de Dieu représenté dans ses trois Personnes, le Père, le Fils (Christ) et l'Esprit-Saint. Les boiseries du chœur contiennent des éléments dispersés d'une autre retable, des panneaux représentant par exemple la Descente de Croix et la Transfiguration. De part et d'autre du maître-autel, deux grandes statues représentent les deux patrons de la paroisse, saint Germain et saint Louis. Les vitraux[71] représentent deux épisodes de la vie de saint Germain. L'église possède aussi des statues de saint Michel, de l'Ange du Paradis terrestre, d'un saint diacre non identifié, de saint Roch, de sainte Marguerite, de saint Augustin, ainsi qu'un groupe trinitaire représentant sainte Anne, la Vierge et l'Enfant-Jésus. Une statue de sainte Hélène s'explique par la volonté du général Bonté, ancien général d'Empire et châtelain de Trévarez, de développer, sous les auspices de la « Fondation Sainte-Hélène » le culte de cette dernière dans toutes les paroisses des domaines qu'il possédait[72].

Vues extérieures de l'église Saint-Germain et Saint-Louis
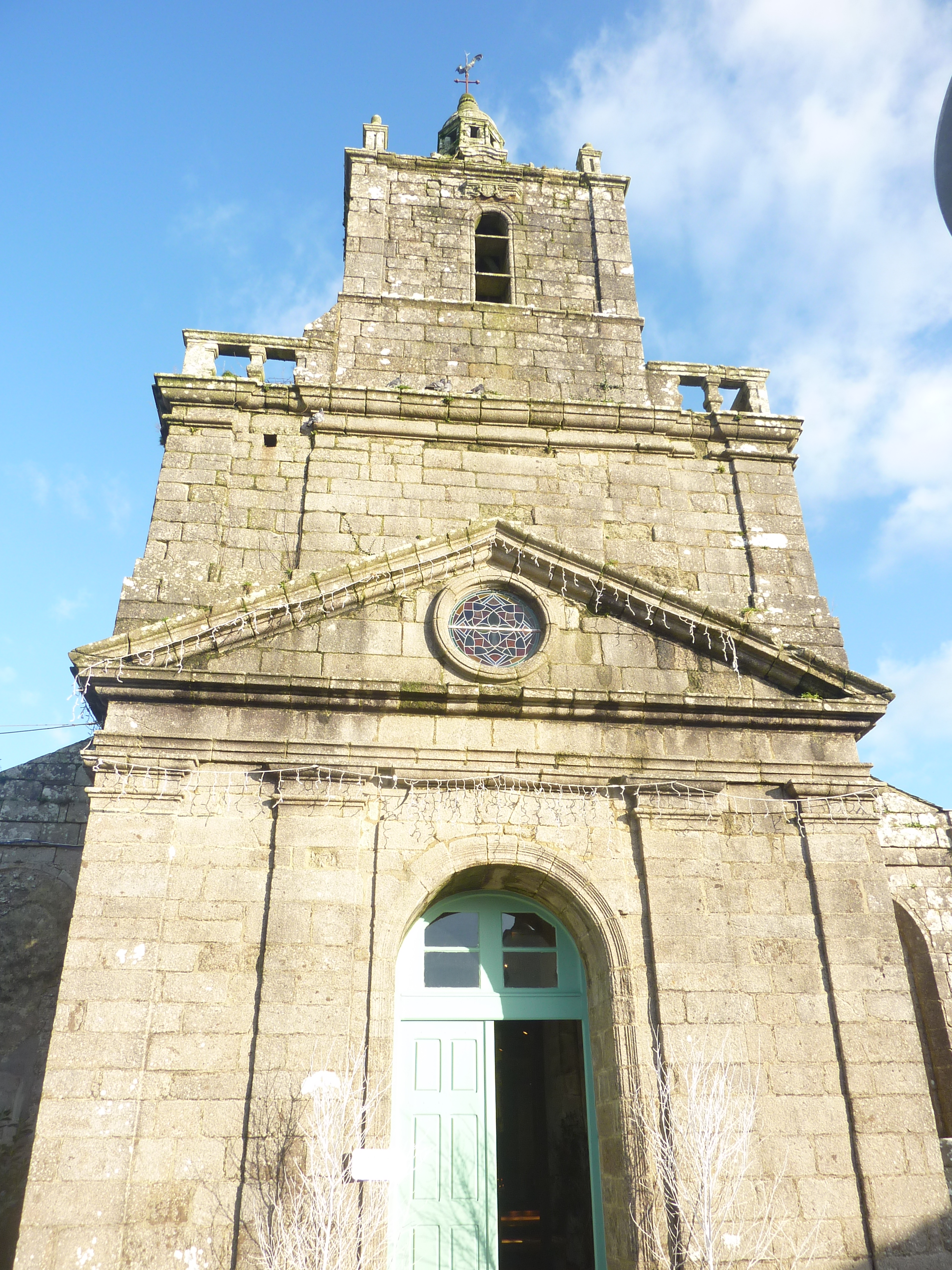
Église paroissiale Saint-Germain-et-Saint-Louis, façade occidentale 1.
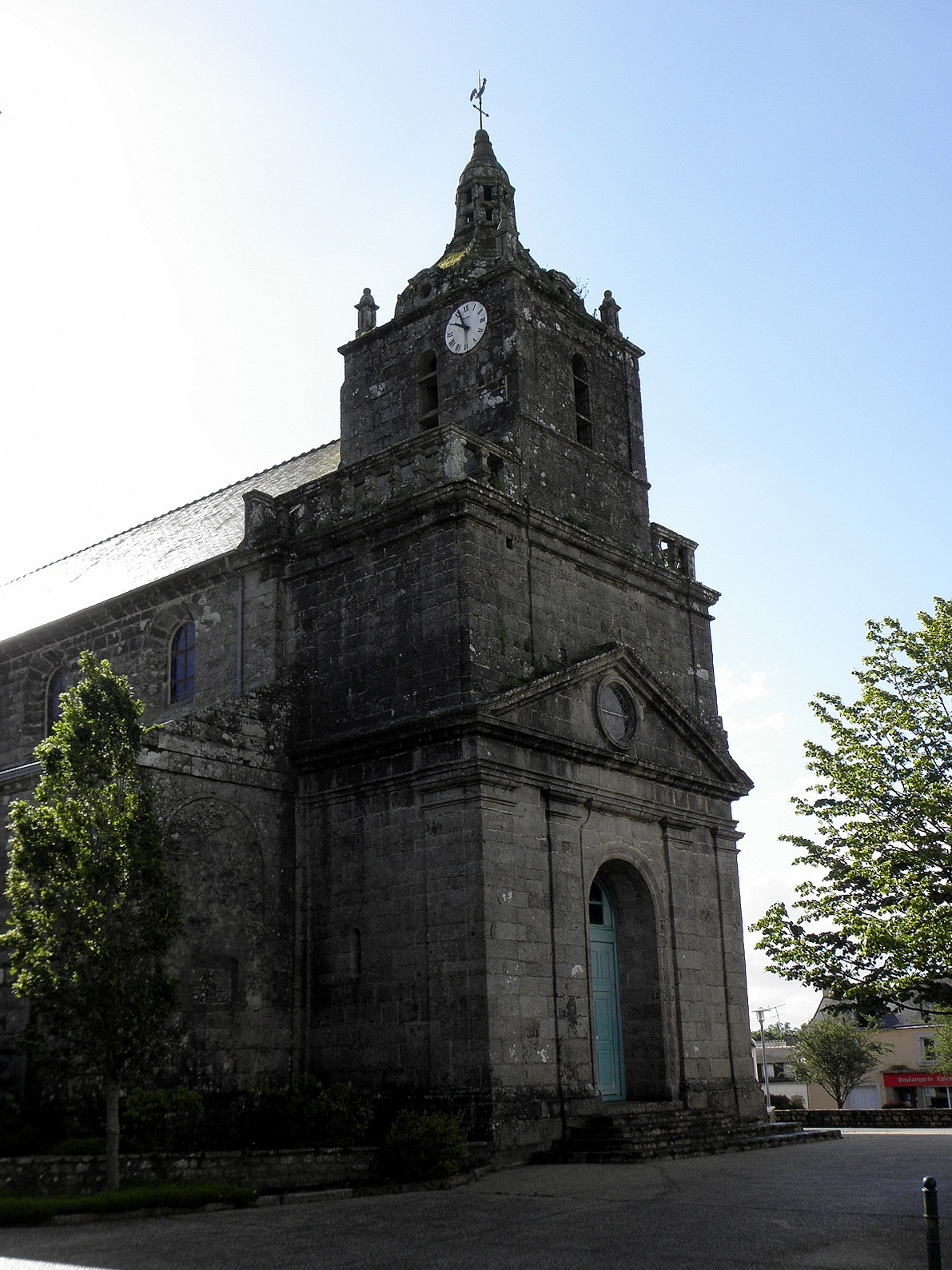
Église paroissiale Saint-Germain-et-Saint-Louis, façade occidentale 2.
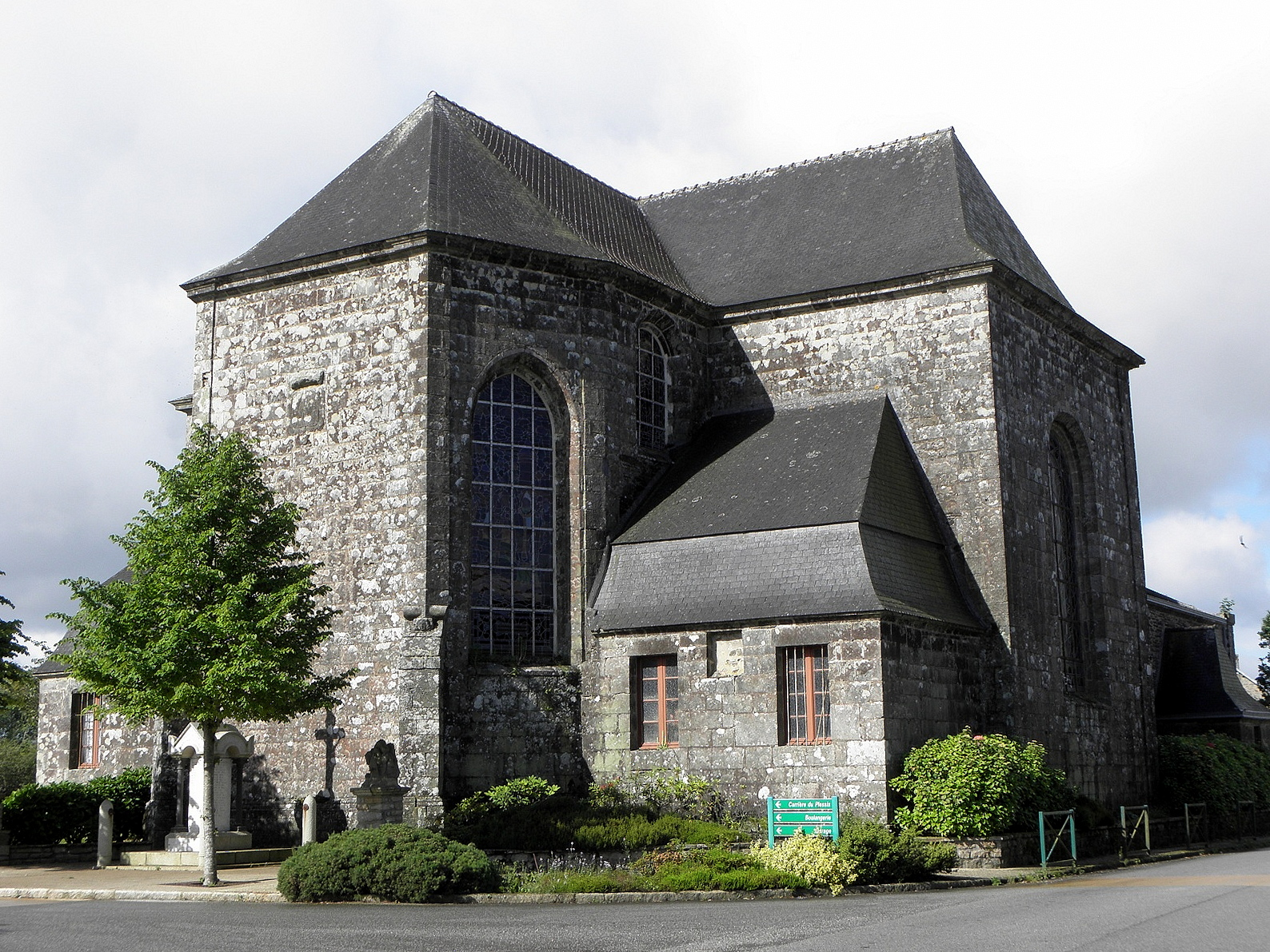
Église paroissiale Saint-Germain-et-Saint-Louis, le chevet.
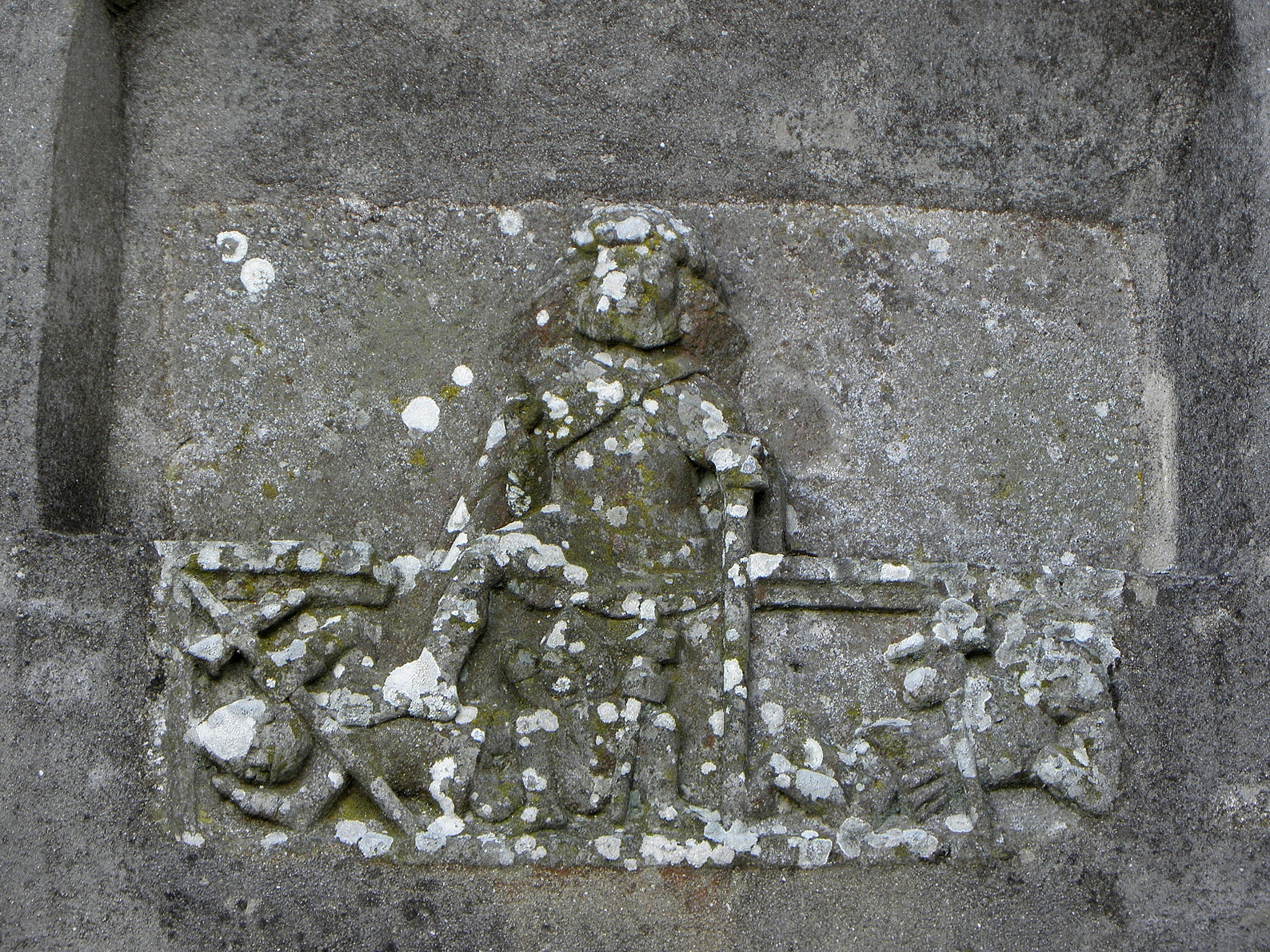
Église paroissiale Saint-Germain-et-Saint-Louis, bas-relief de la Résurrection ornant la face ouest du collatéral nord.
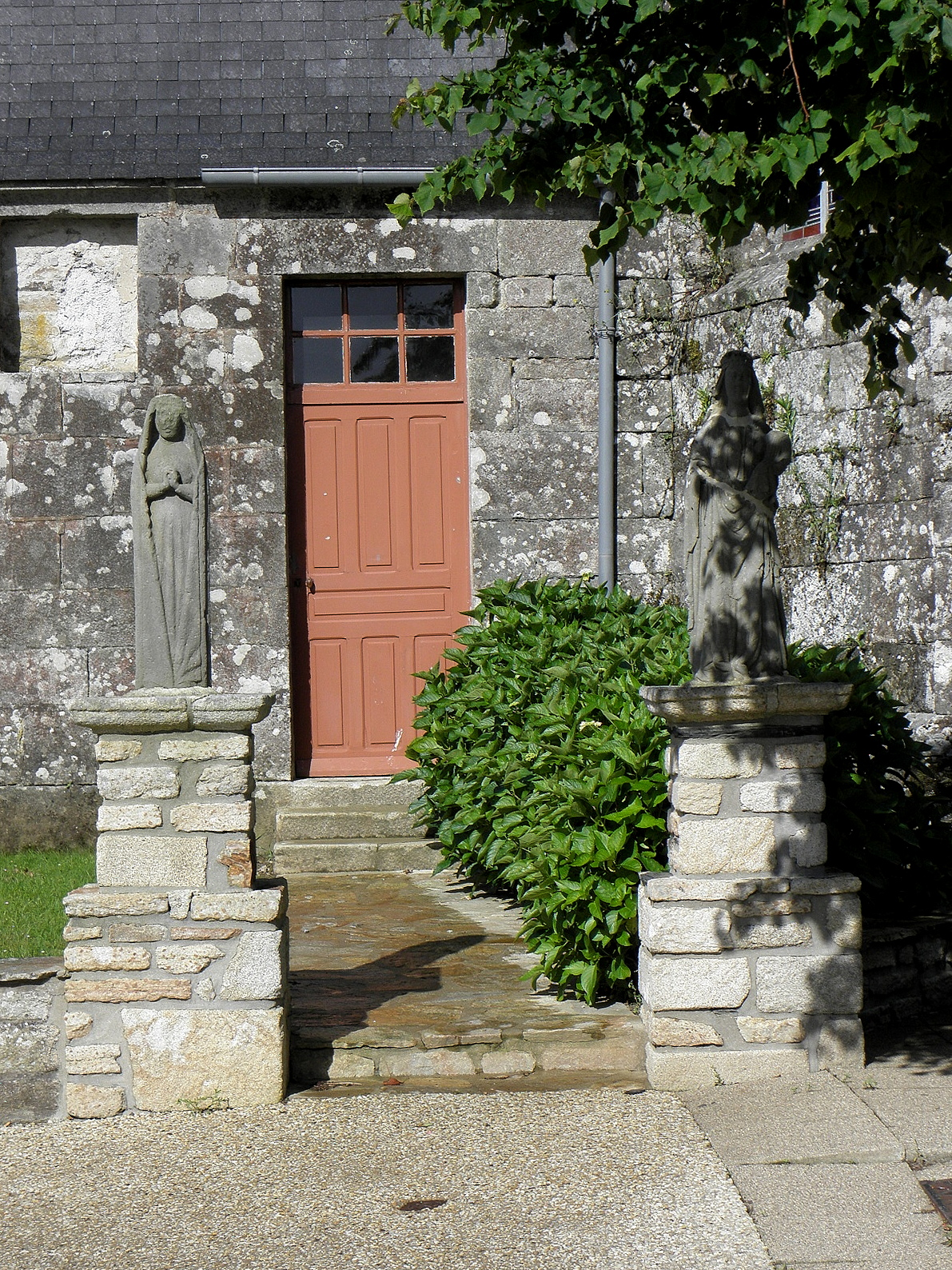
Église paroissiale Saint-Germain-et-Saint-Louis, statue de la Vierge au chevet de l'église.
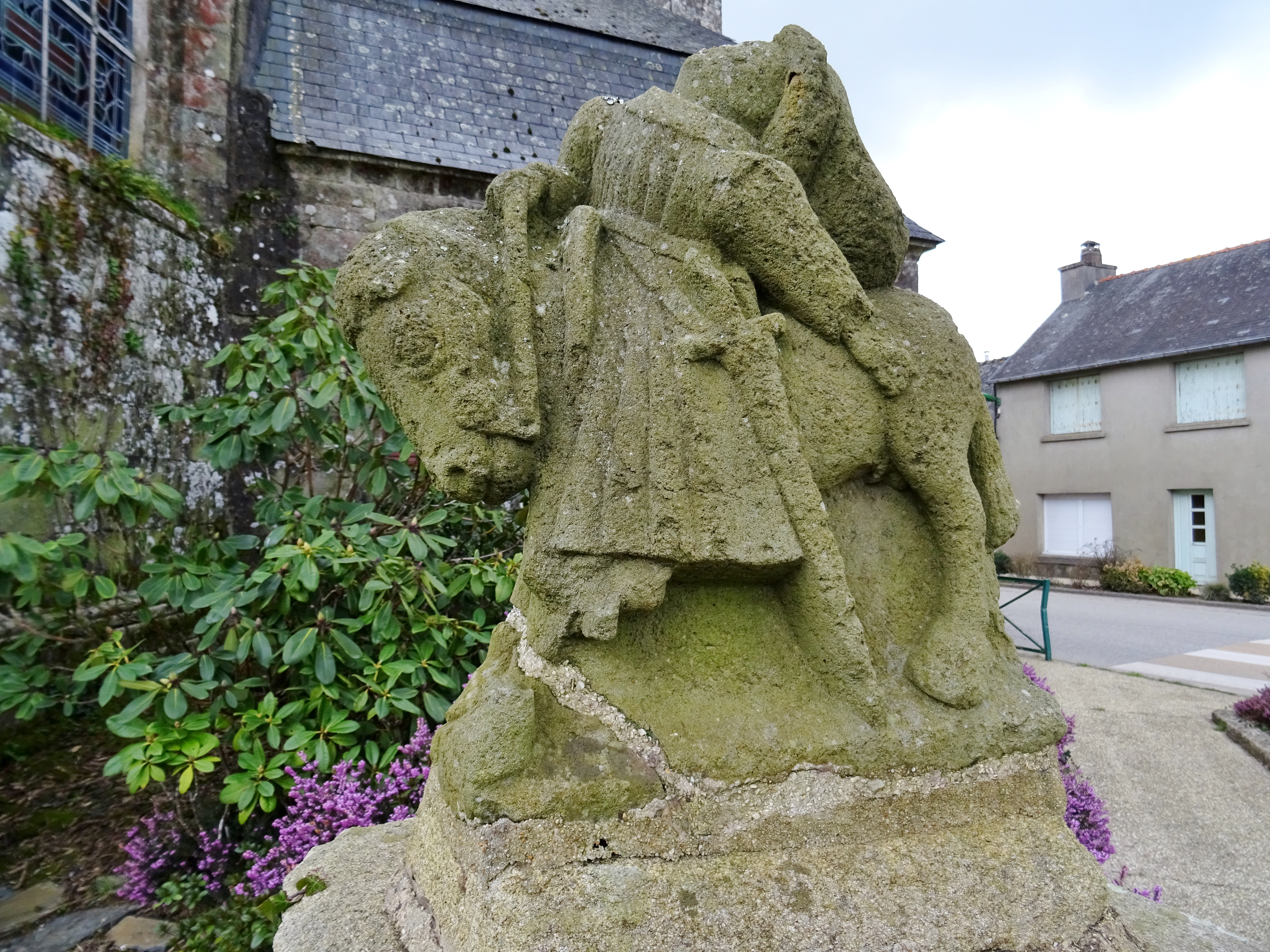
Église paroissiale Saint-Germain-et-Saint-Louis, statue d'un cavalier au chevet de l'église.

Vues intérieures de l'église Saint-Germain et Saint-Louis
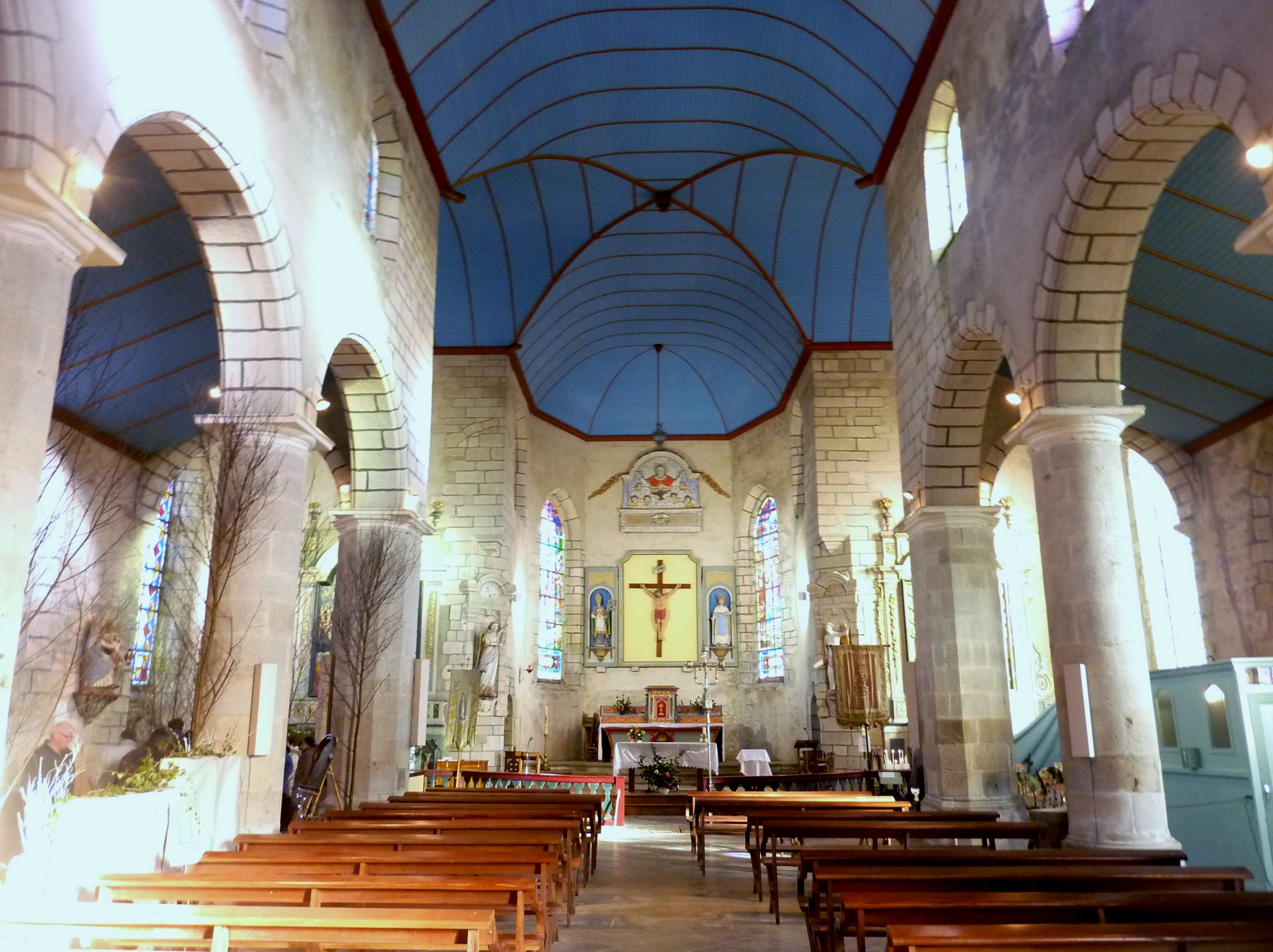
Église paroissiale Saint-Germain-et-Saint-Louis, vue intérieure d'ensemble.
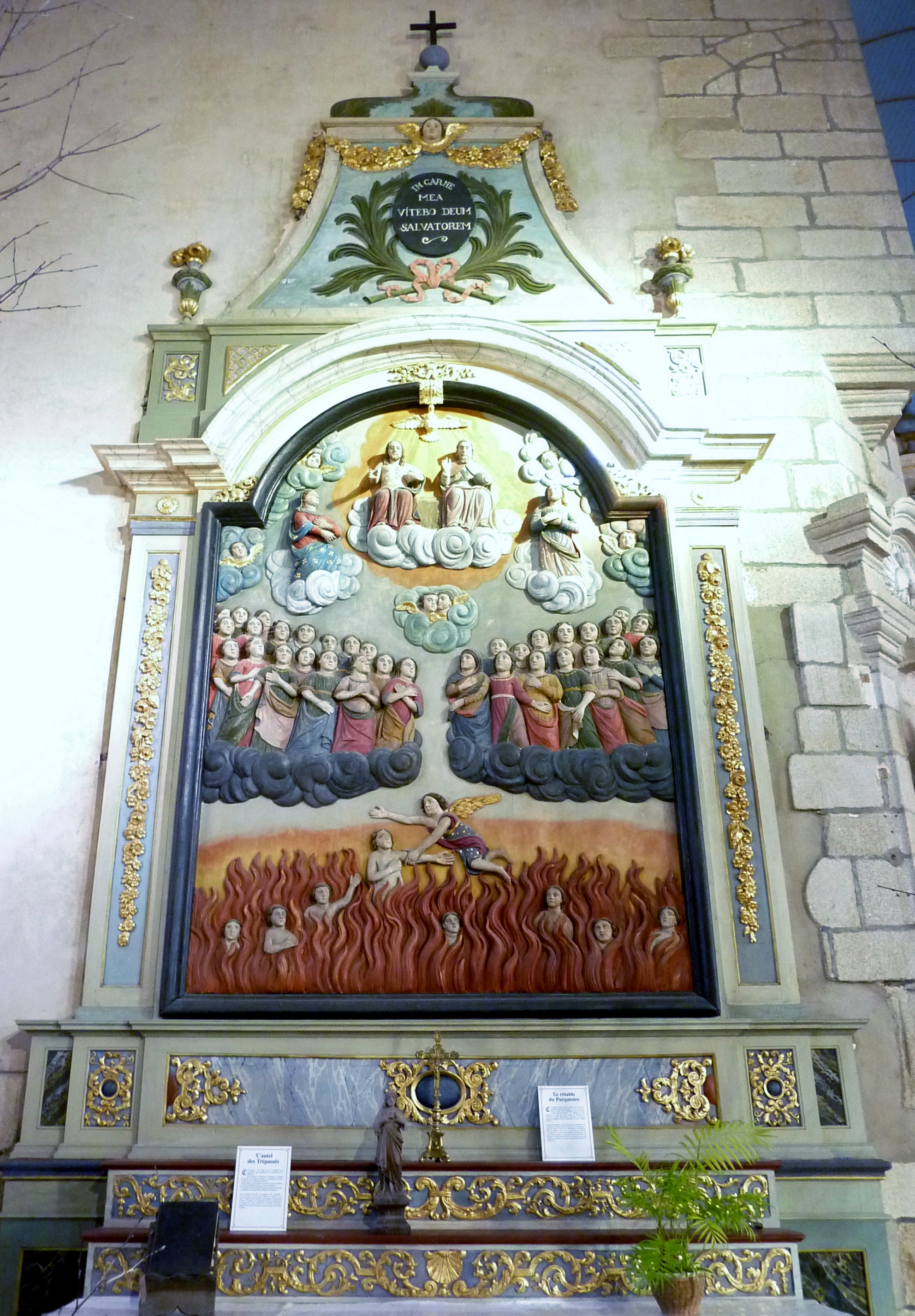
Église paroissiale Saint-Germain-et-Saint-Louis, le retable des Âmes du Purgatoire (François Favennec, XVIIIe siècle).
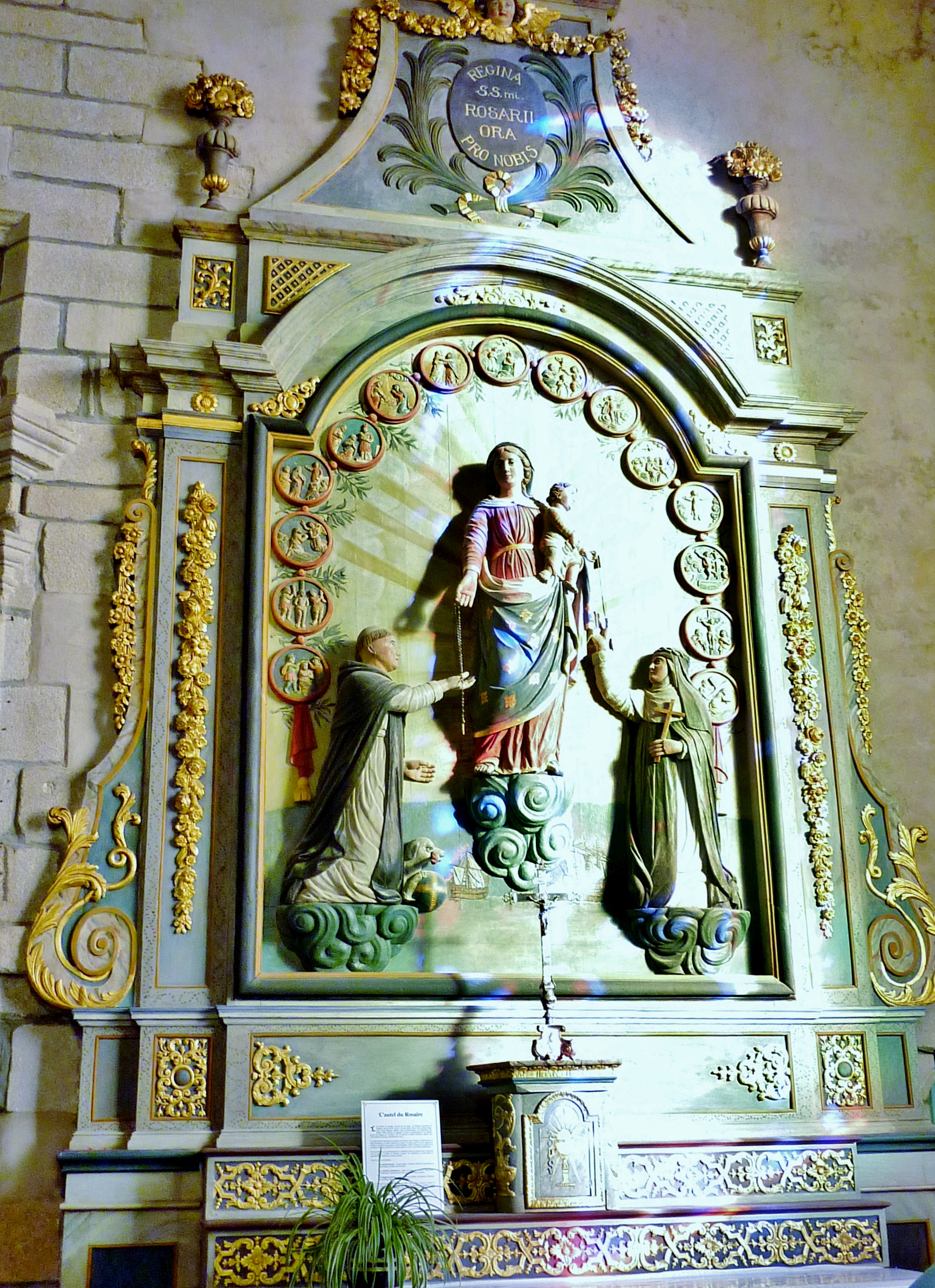
Église paroissiale Saint-Germain-et-Saint-Louis, le retable du Rosaire (François Favennec, XVIIIe siècle).
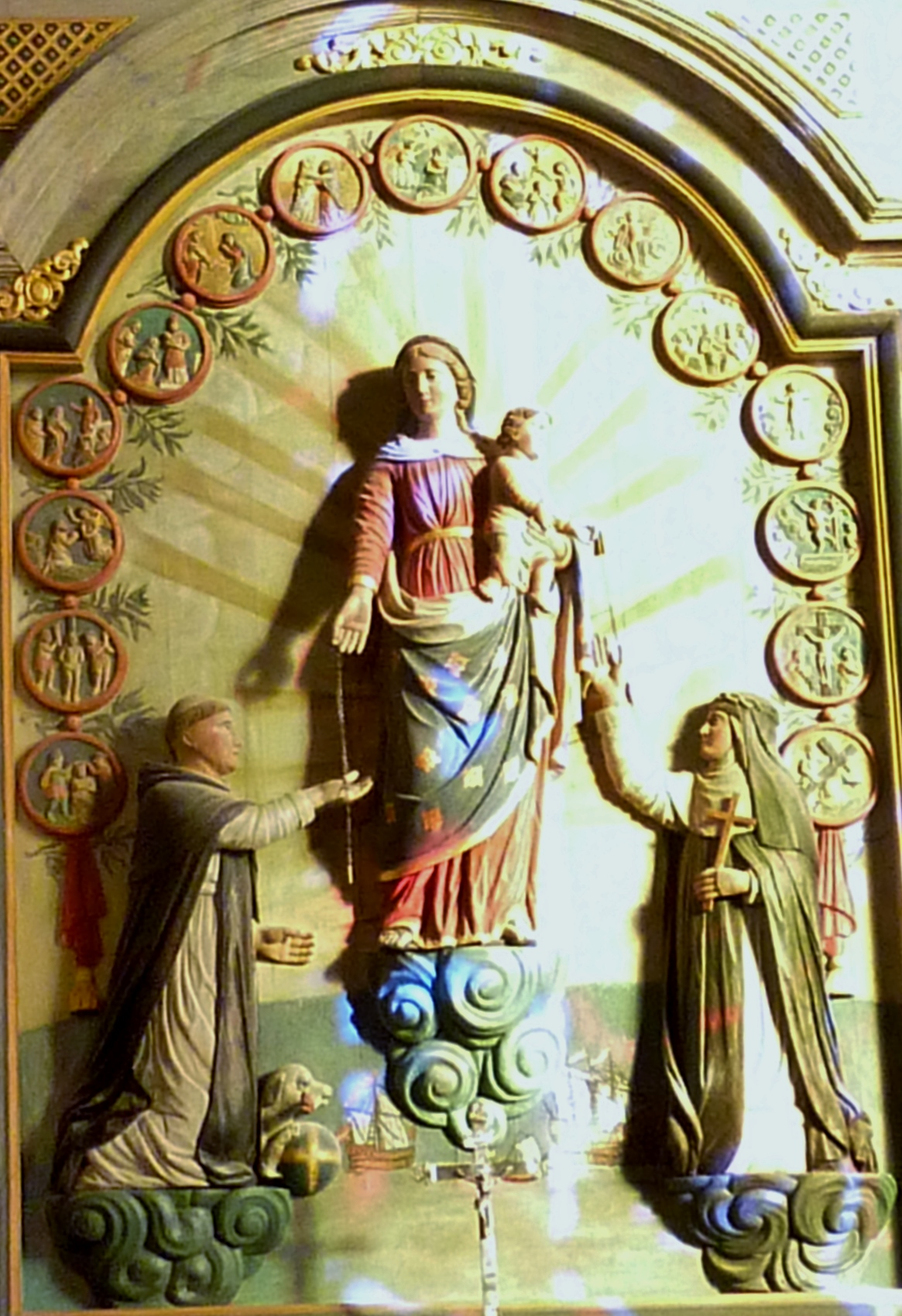
Église paroissiale Saint-Germain-et-Saint-Louis, le retable du Rosaire, panneau central (François Favennec, XVIIIe siècle).
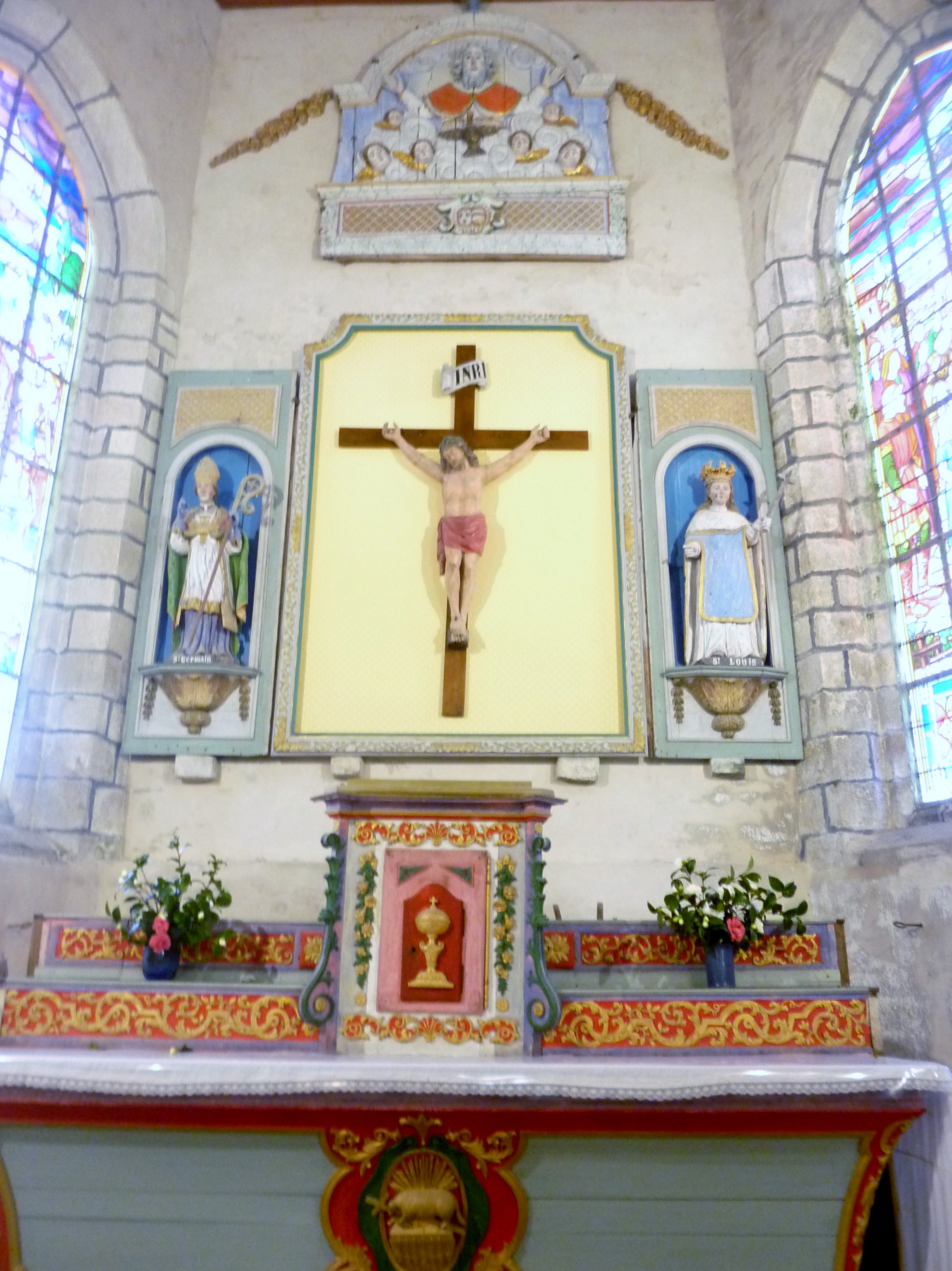
Église paroissiale Saint-Germain-et-Saint-Louis, partie supérieure du maître-autel avec les statues de saint Germain (à gauche) et de saint Louis (à droite).

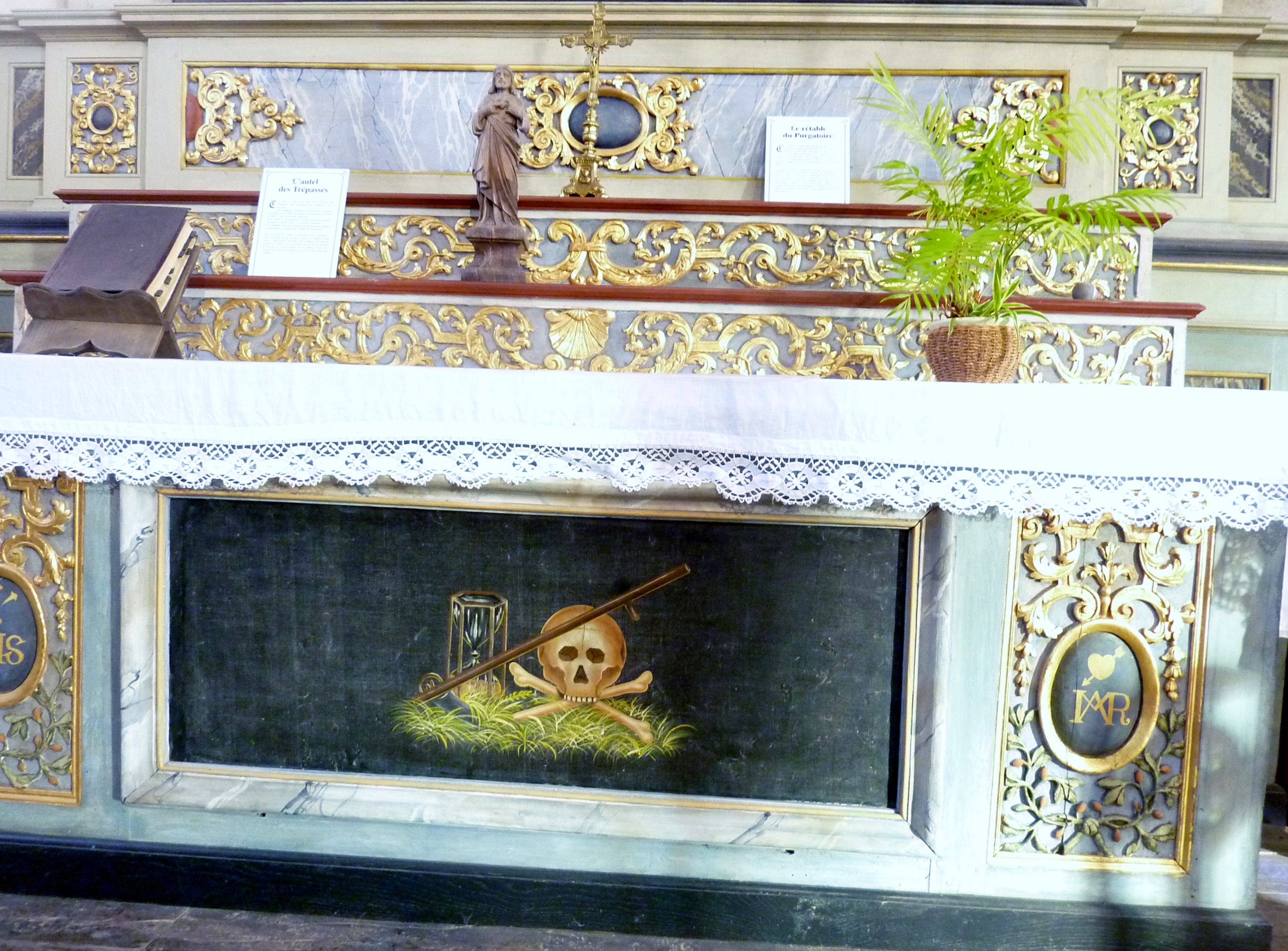
Église paroissiale Saint-Germain et Saint-Louis, partie inférieure du maître-autel, ou « autel des Trépassés ».
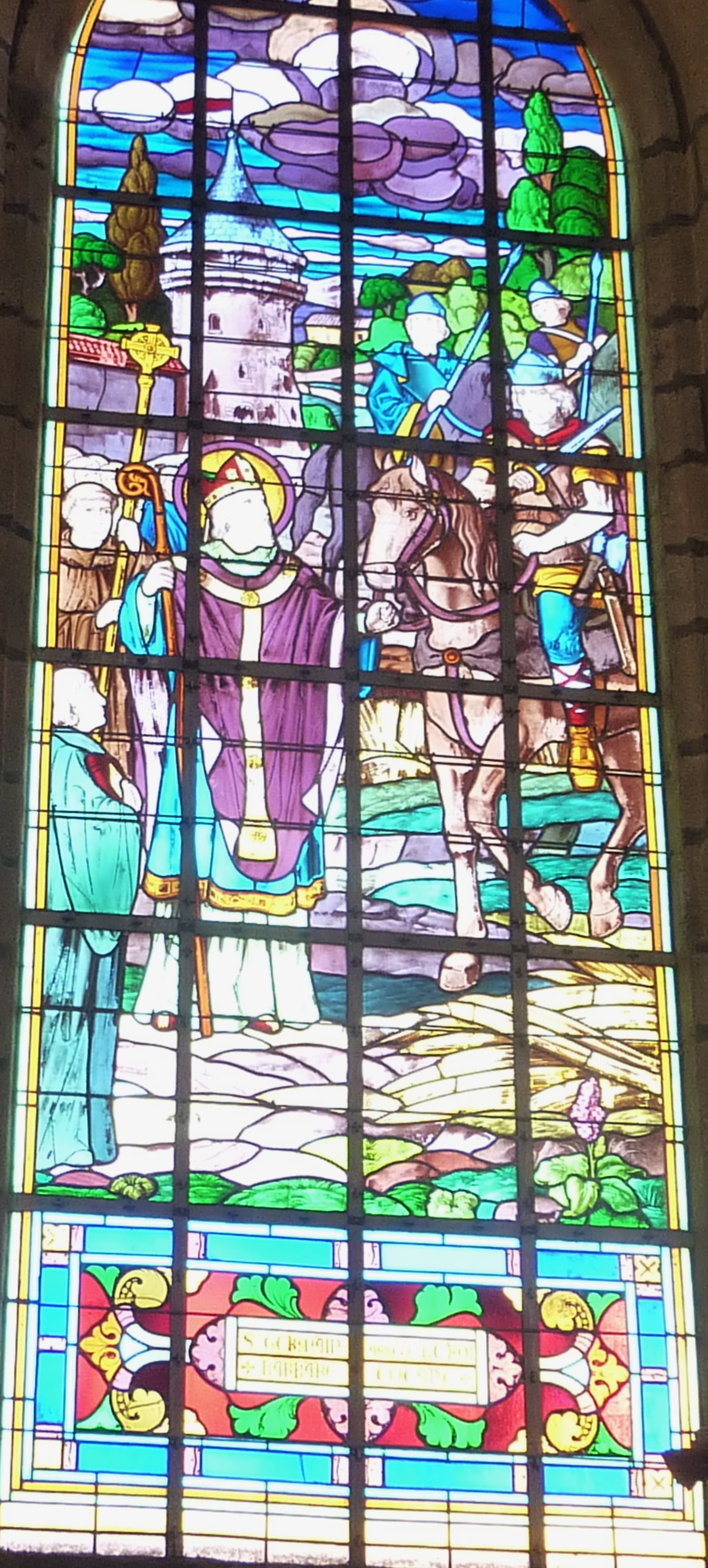
Église paroissiale Saint-Germain et Saint-Louis, vitrail représentant « Saint Germain guérit la fille d'un tribun breton ».
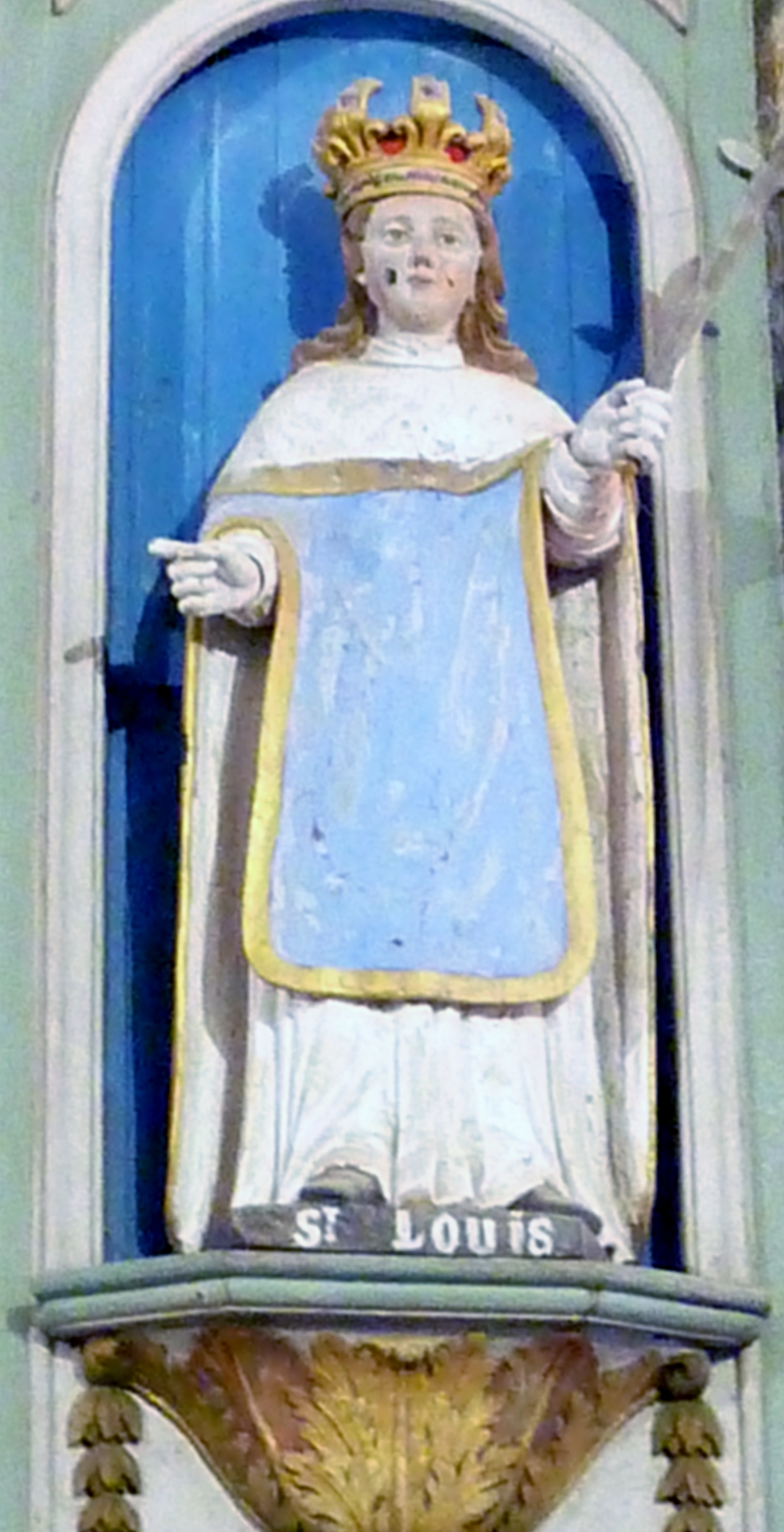
Église paroissiale Saint-Germain et Saint-Louis, statue de saint Louis.
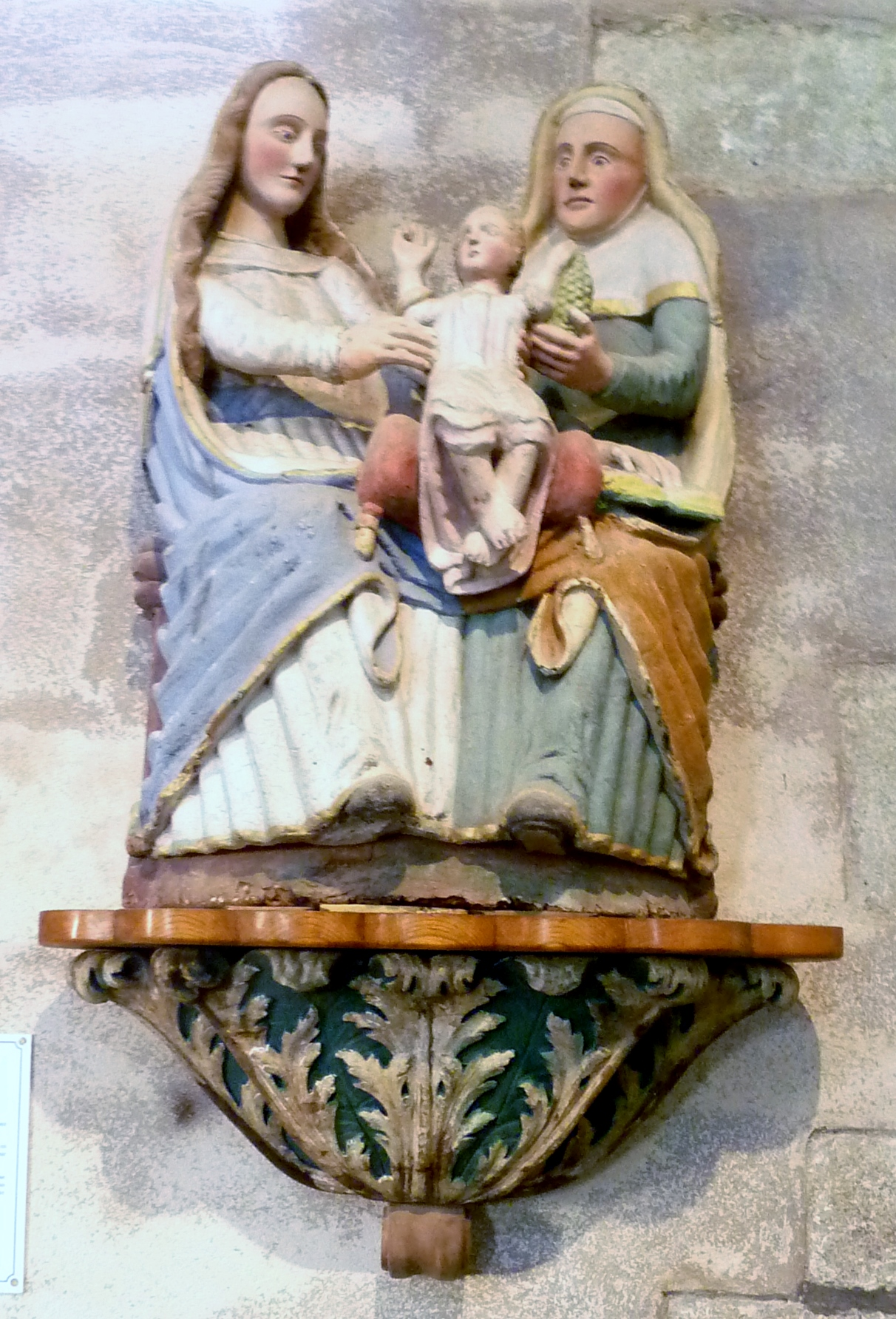
Église paroissiale Saint-Germain et Saint-Louis, le « groupe trinitaire » (bois polychrome, XVIIe siècle).
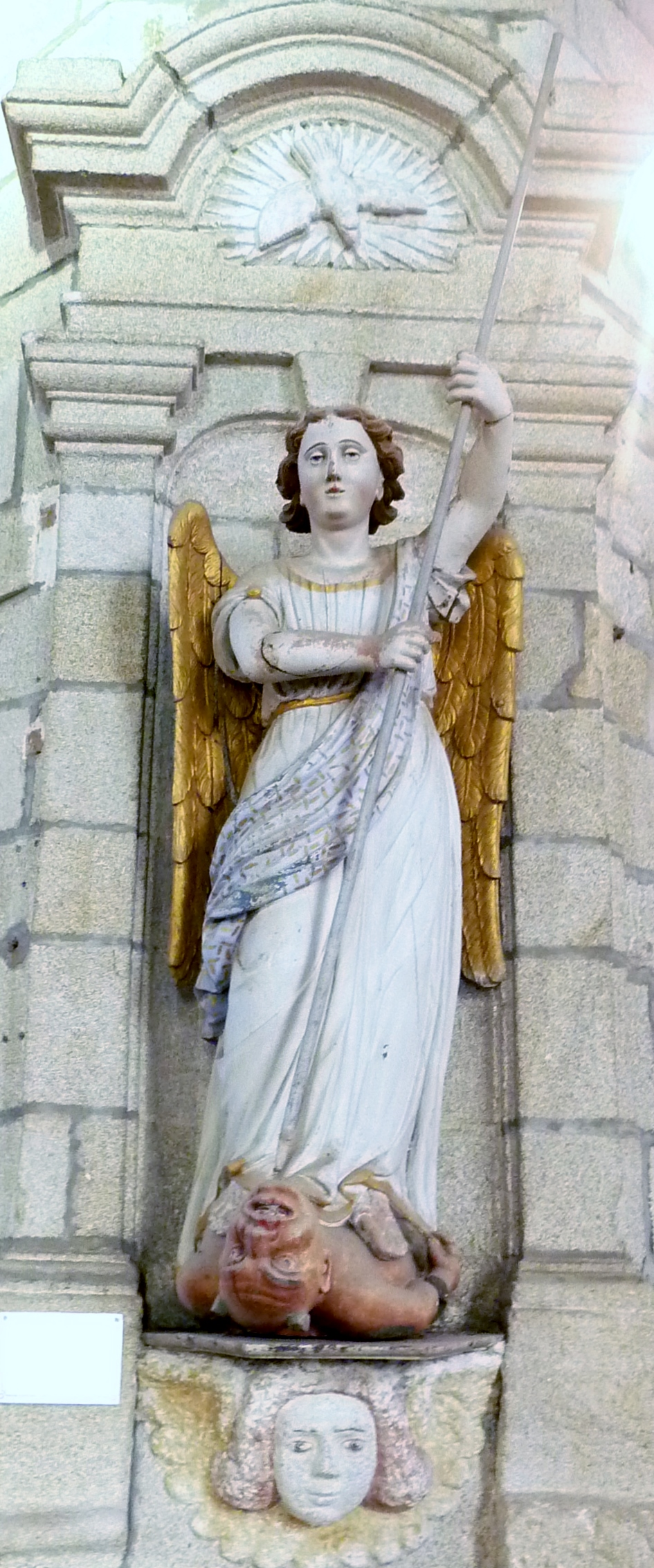
Église paroissiale Saint-Germain et Saint-Louis, l'archange saint Michel terrassant le démon (bois polychrome, XVIIe siècle).

- Le calvaire du cimetière a été édifié entre 1527 et 1563 ; il fut construit par Yvon Fichaut. Il a été déplacé (il se trouvait sur la place au sud de l'église et a été placé dans le cimetière) et restauré en 1965.

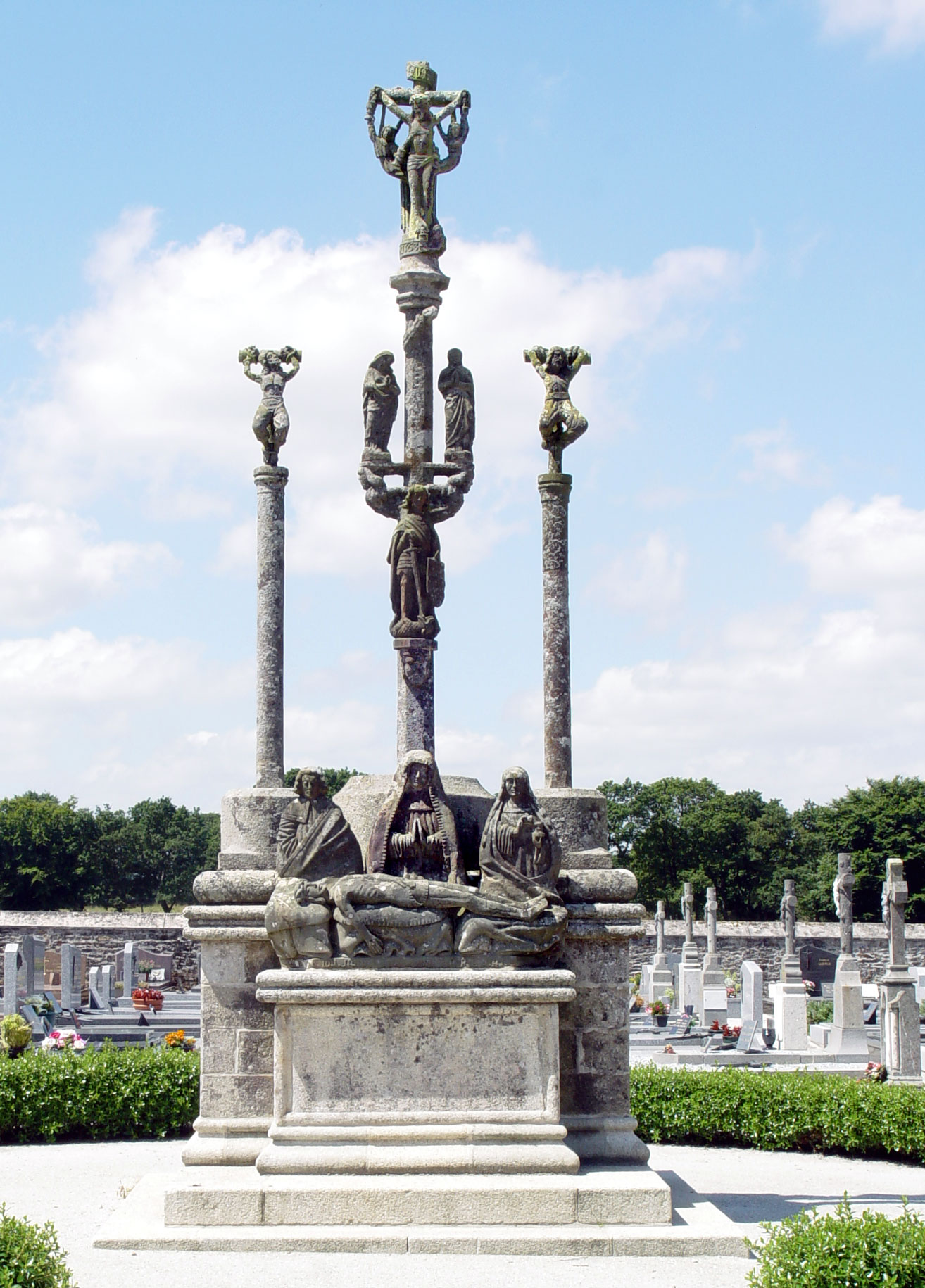
Le calvaire de Laz : vue d'ensemble.
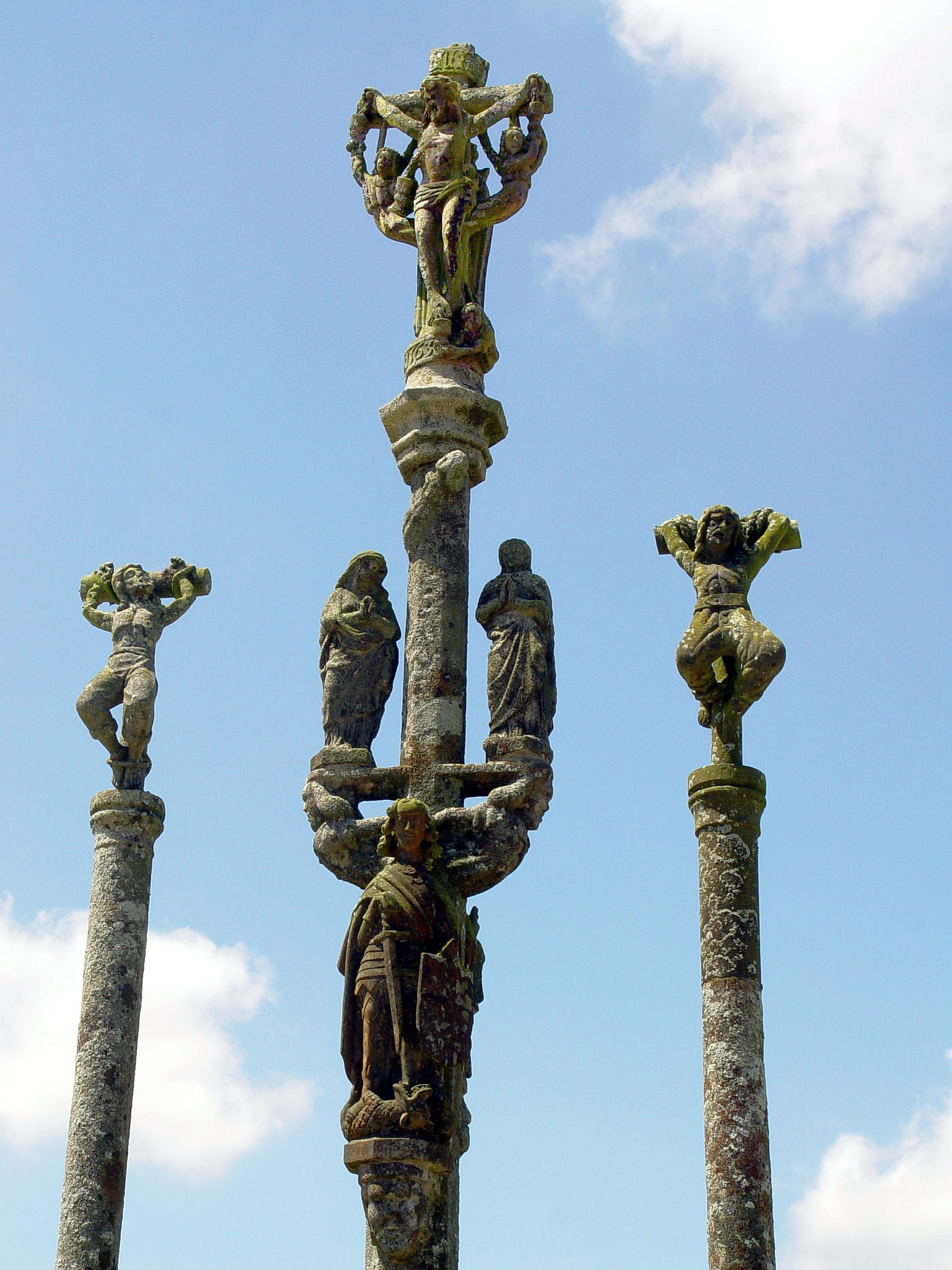
Le calvaire de Laz : partie sommitale (le Christ en croix et les deux larrons).
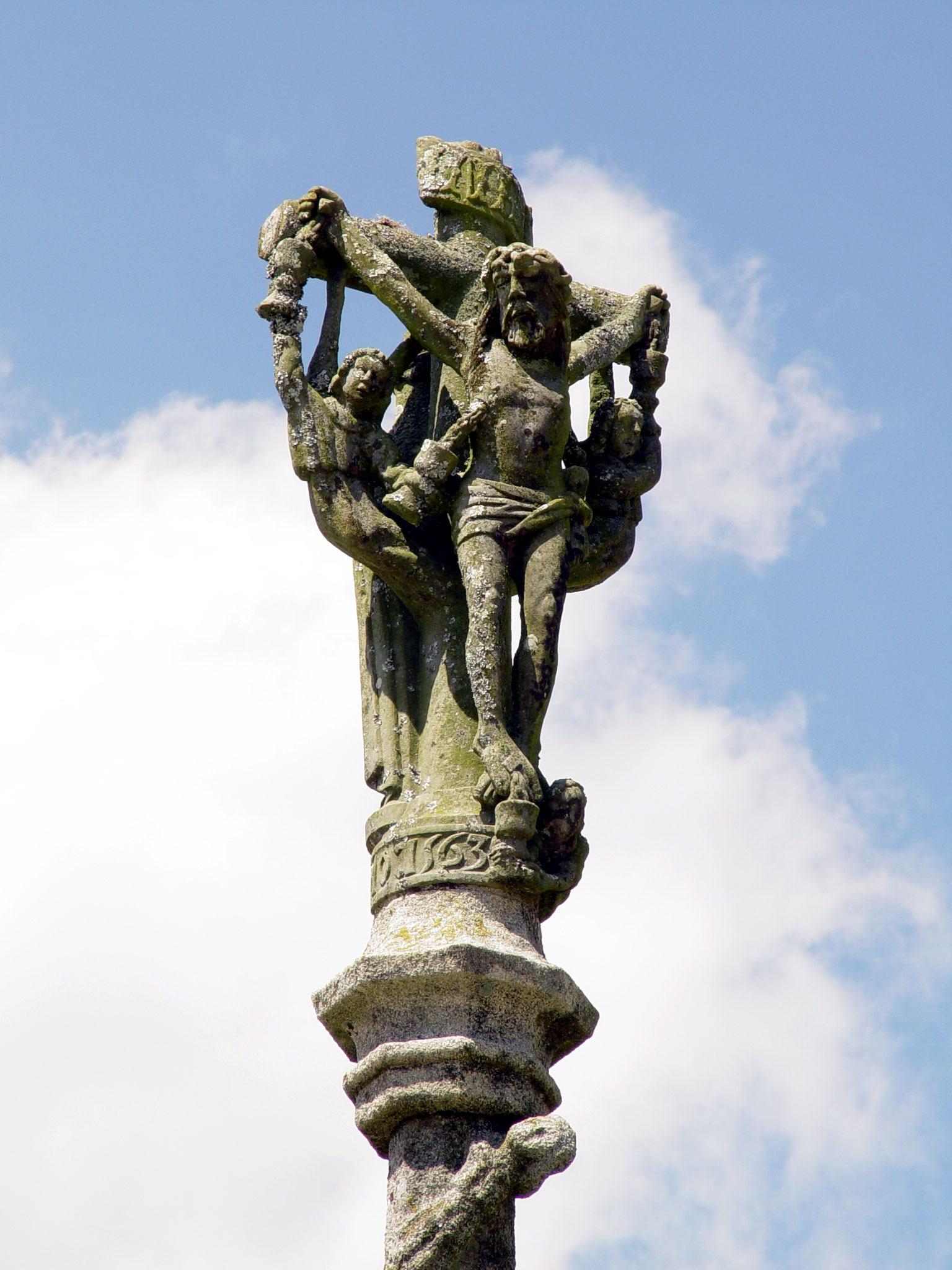
Le calvaire de Laz : partie sommitale (Christ en croix entouré de deux anges aux calices).
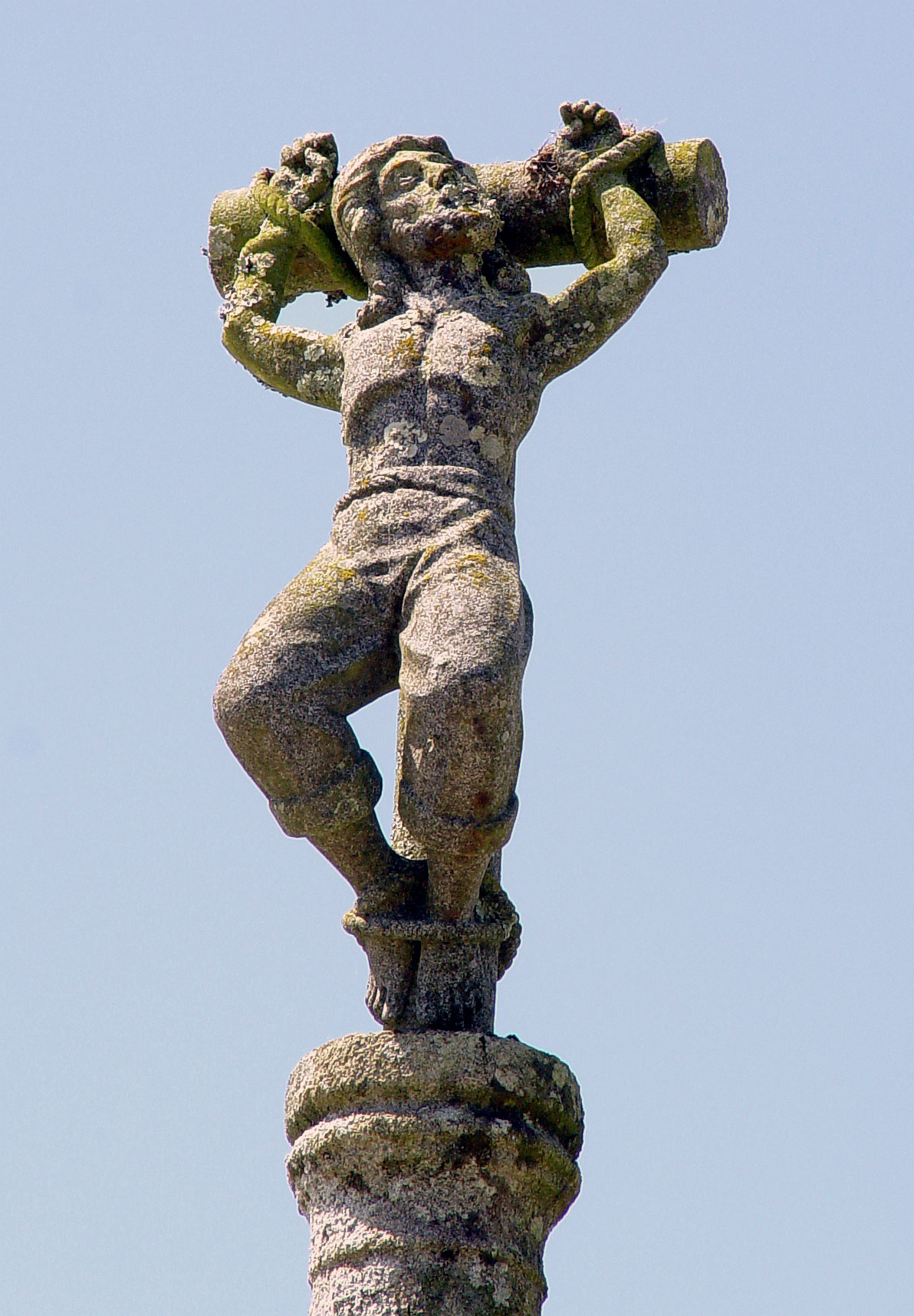
Le calvaire de Laz : partie sommitale (Le bon larron).
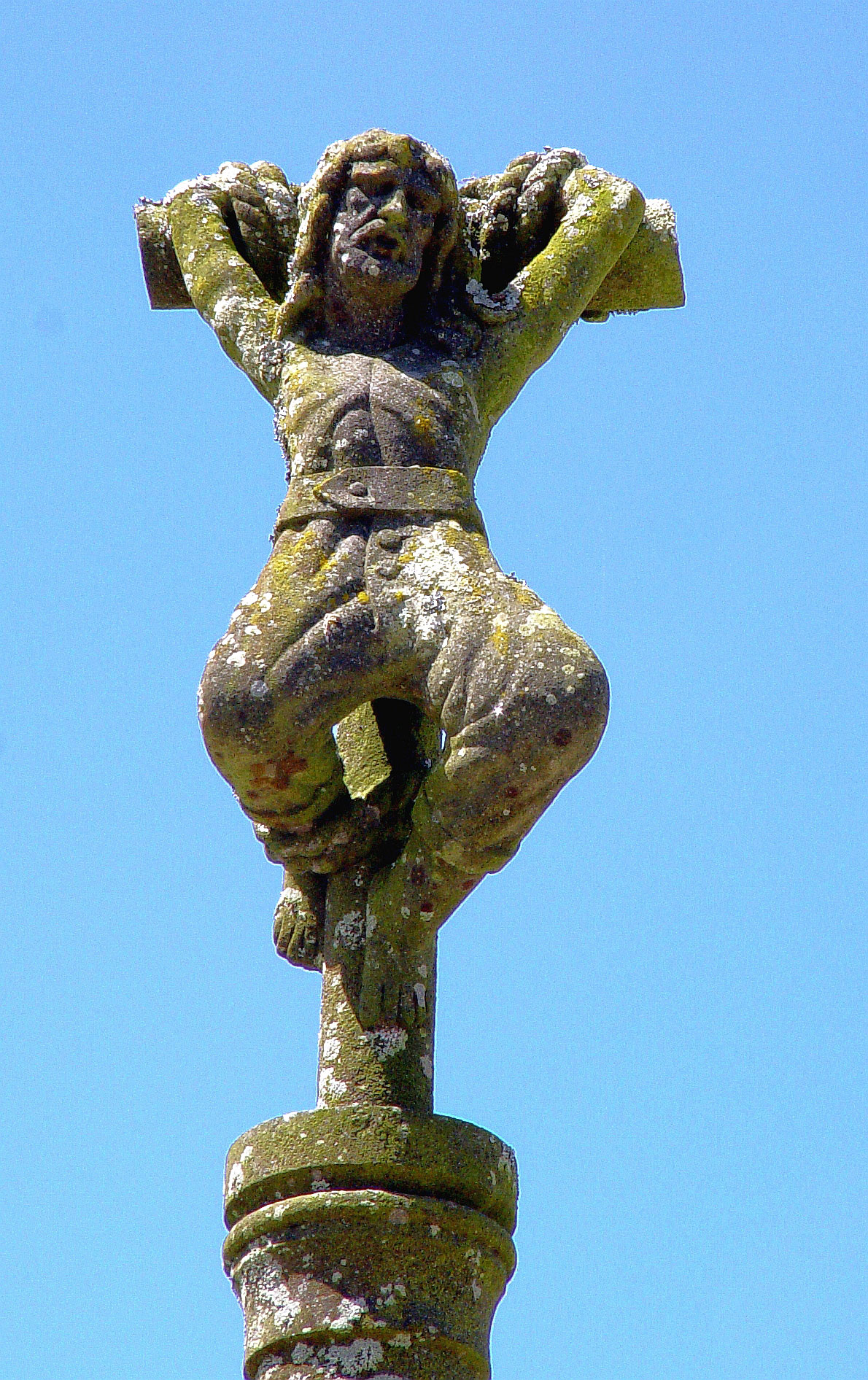
Le calvaire de Laz : partie sommitale (Le mauvais larron).
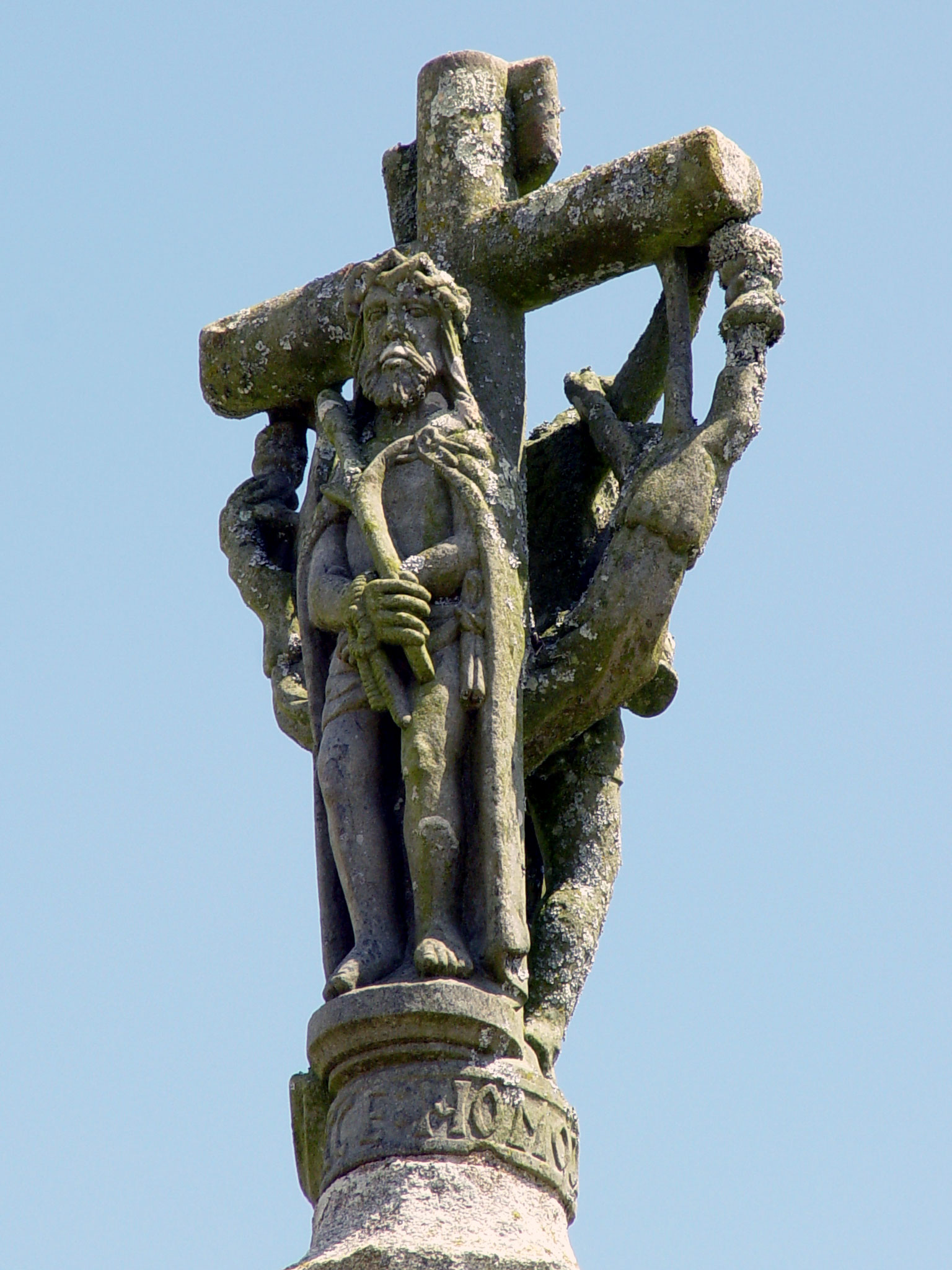
Le calvaire de Laz : Ecce Homo.
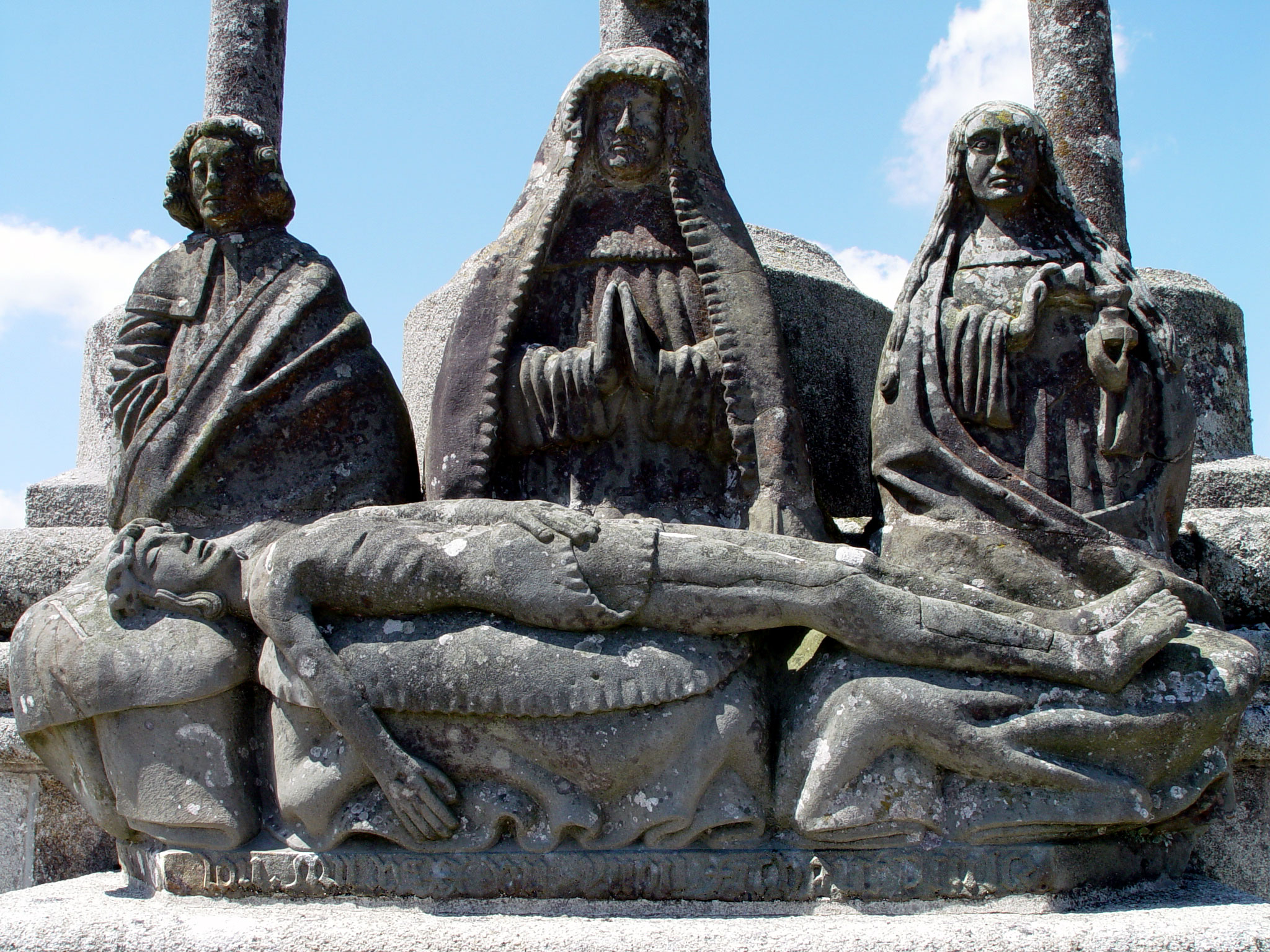
Le calvaire de Laz : Pietà.
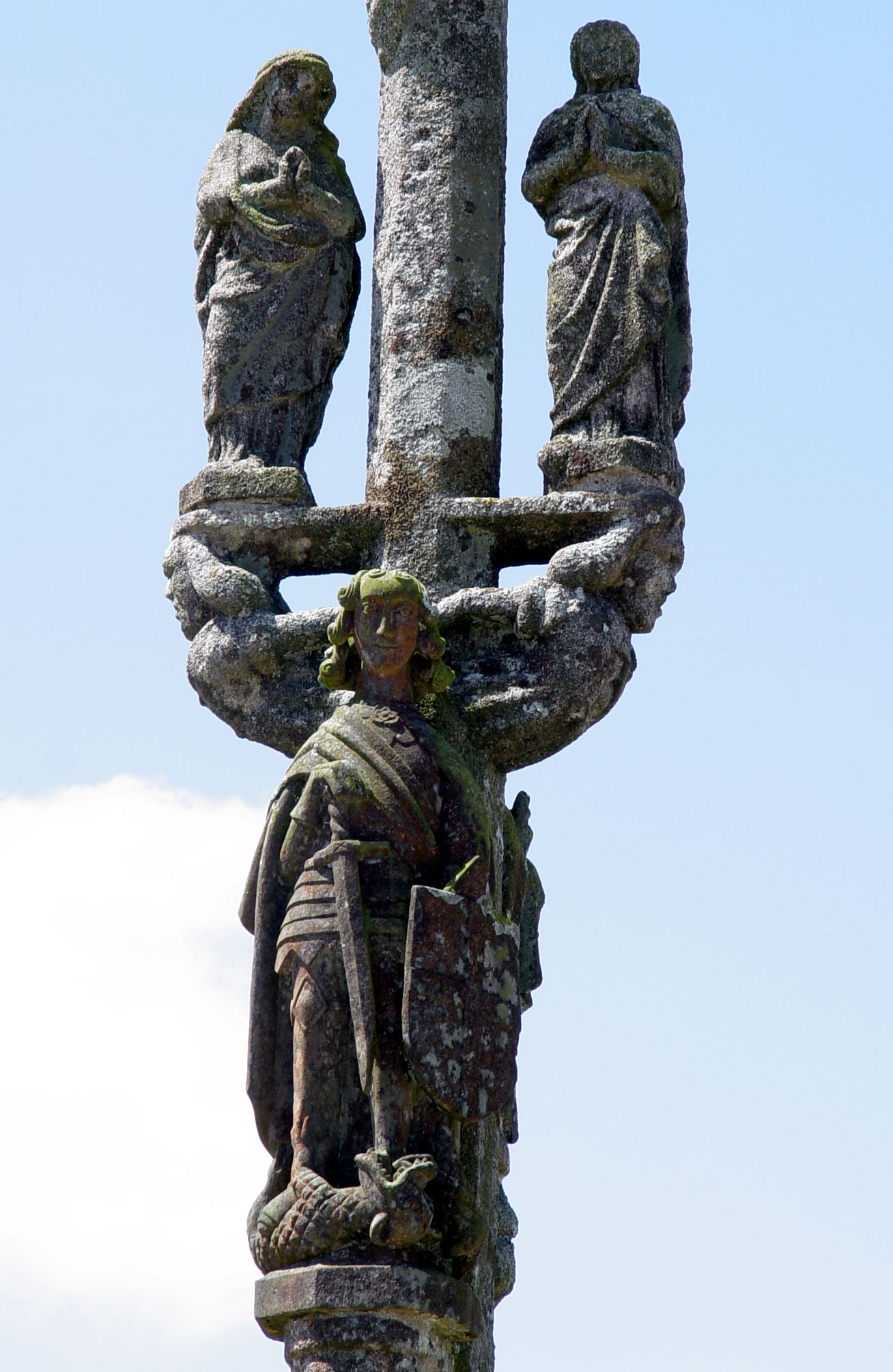
Le calvaire de Laz : statues de la Vierge, de saint Jean et, en bas, de saint Georges.
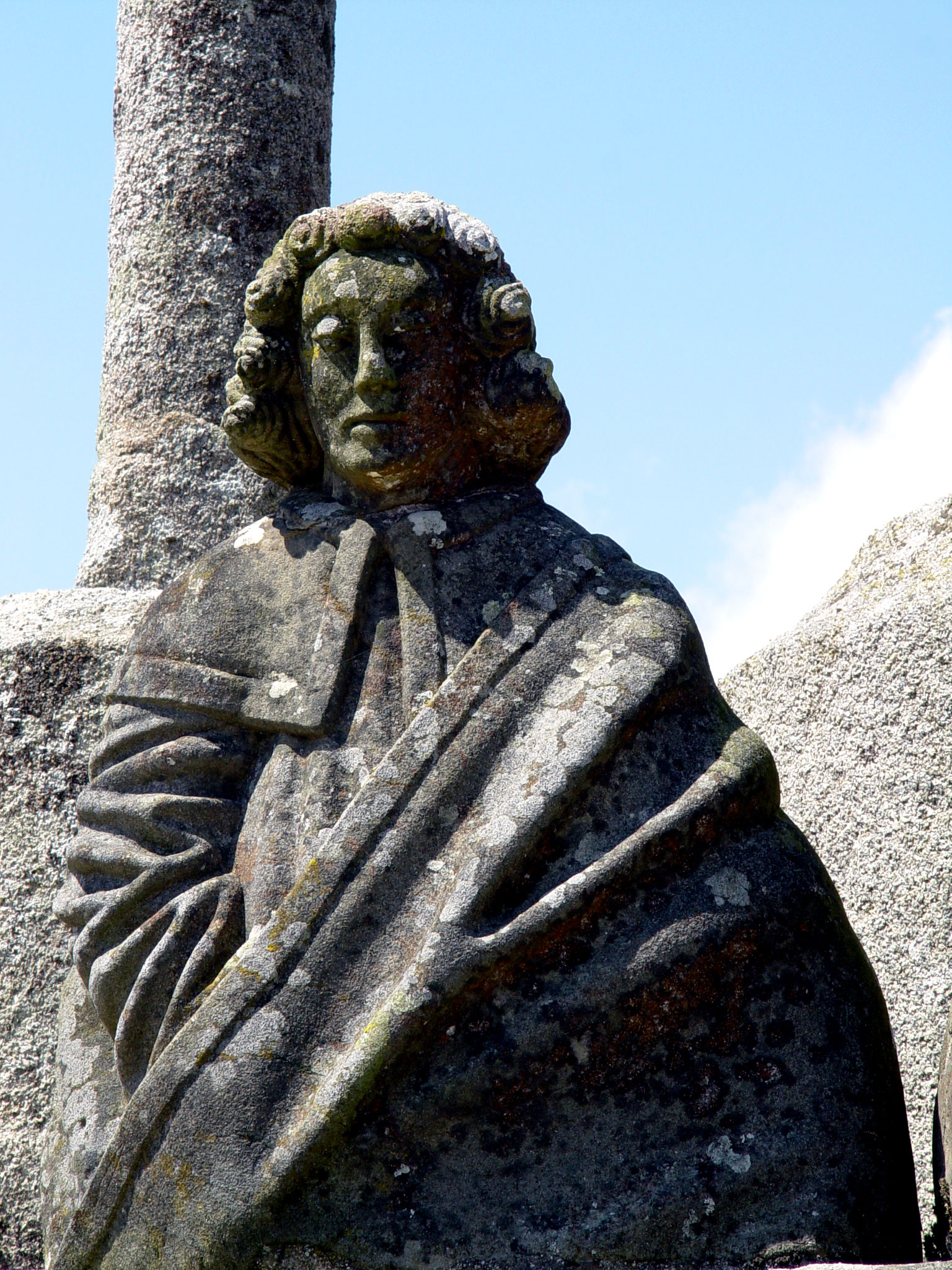
Le calvaire de Laz : statue de saint Jean l'apôtre.
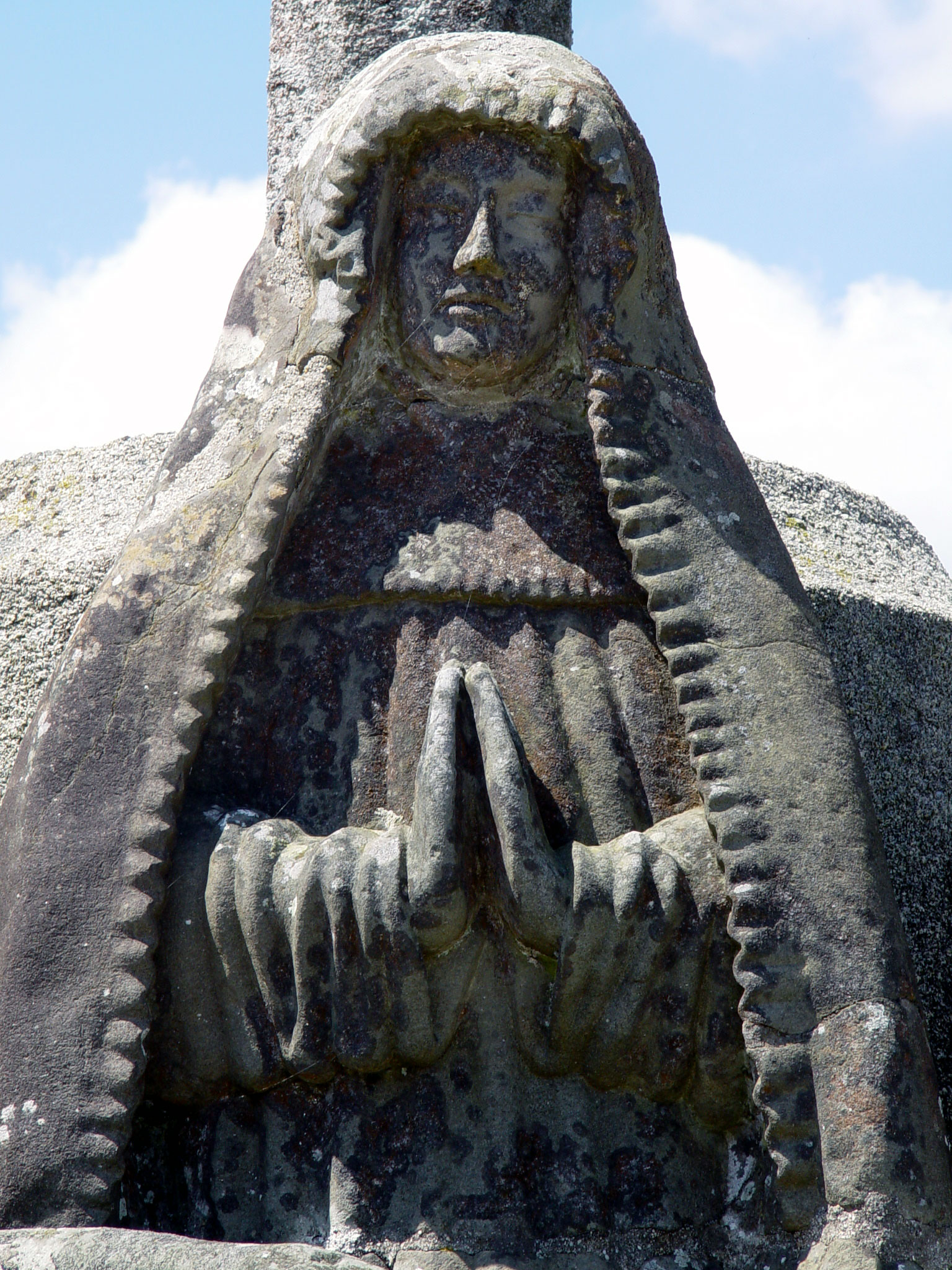
Le calvaire de Laz : Vierge de Pitié.
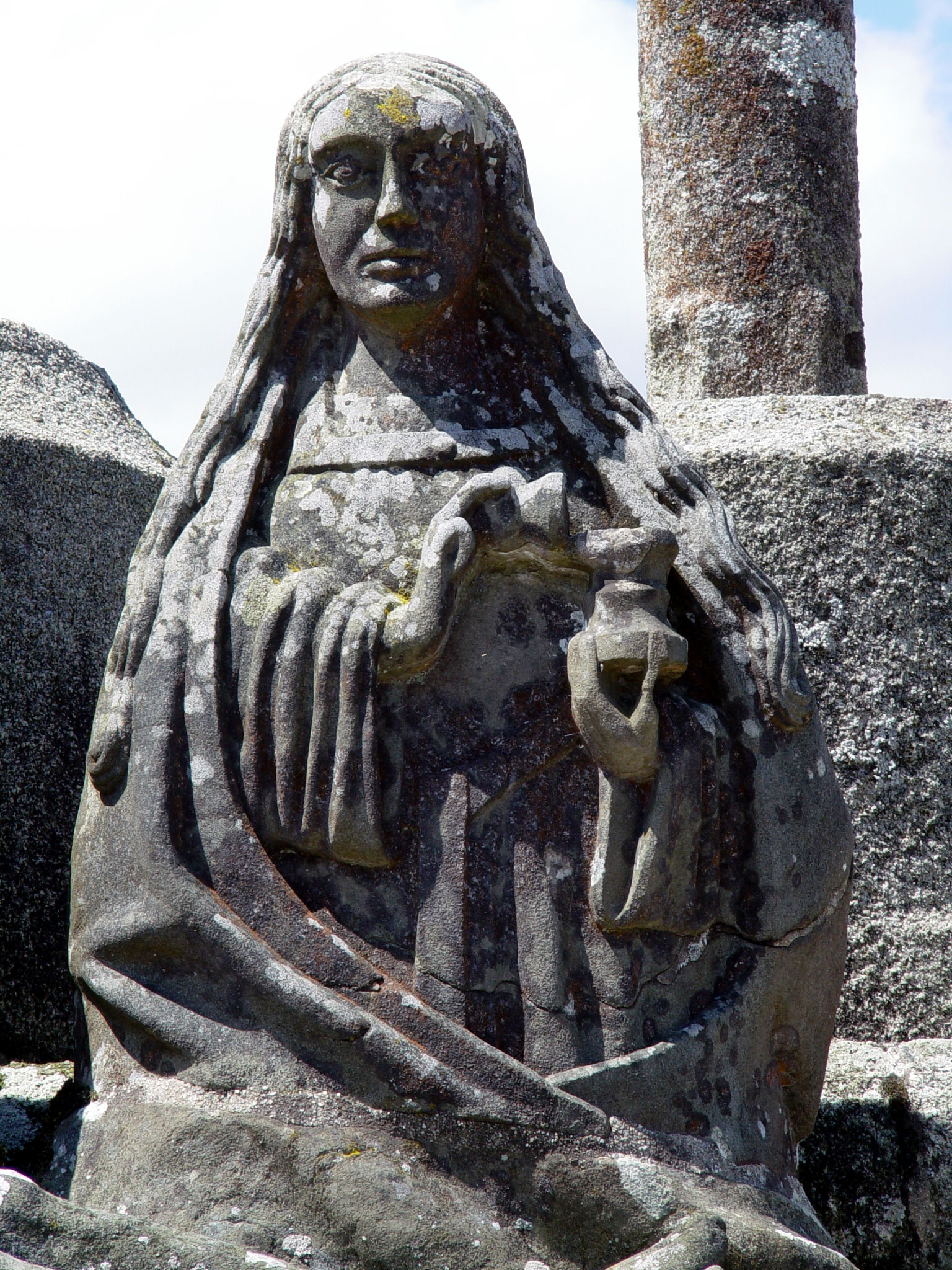
Le calvaire de Laz : statue de sainte Marie-Madeleine.

- Trois autres calvaires existent dans la commune, ceux de Kerhervé (il date du XVIe siècle), de Plaz-Foar (il date aussi du XVIe siècle) et de Croas-Névé (il date de 1827)[73].
- Trois anciennes chapelles ont disparu : celles de Saint-Bernard, Saint-Augustin et de la Maziere Saint-Germain[20].
- Le manoir du Plessis : il a appartenu au XVIe siècle à la famille Du Plessis de La Villeneuve, originaire de Trégourez, puis est passé au XVIIe siècle aux mains de la famille de Kernezné avant d'être acheté vers 1890 par James de Kerjégu, propriétaire du château de Trévarez[74].
- Le portail de l'ancien presbytère.

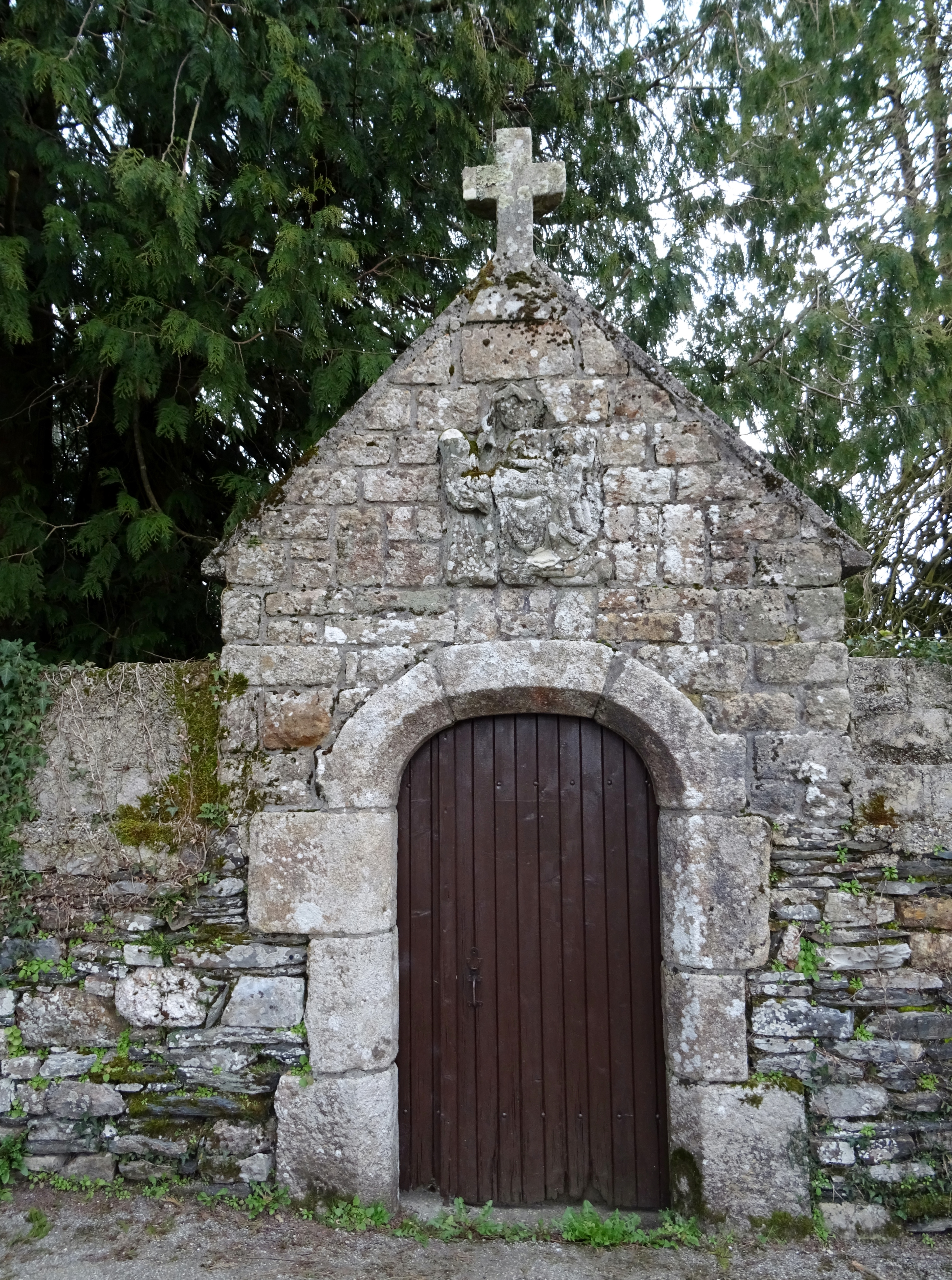
Portail de l'ancien presbytère.
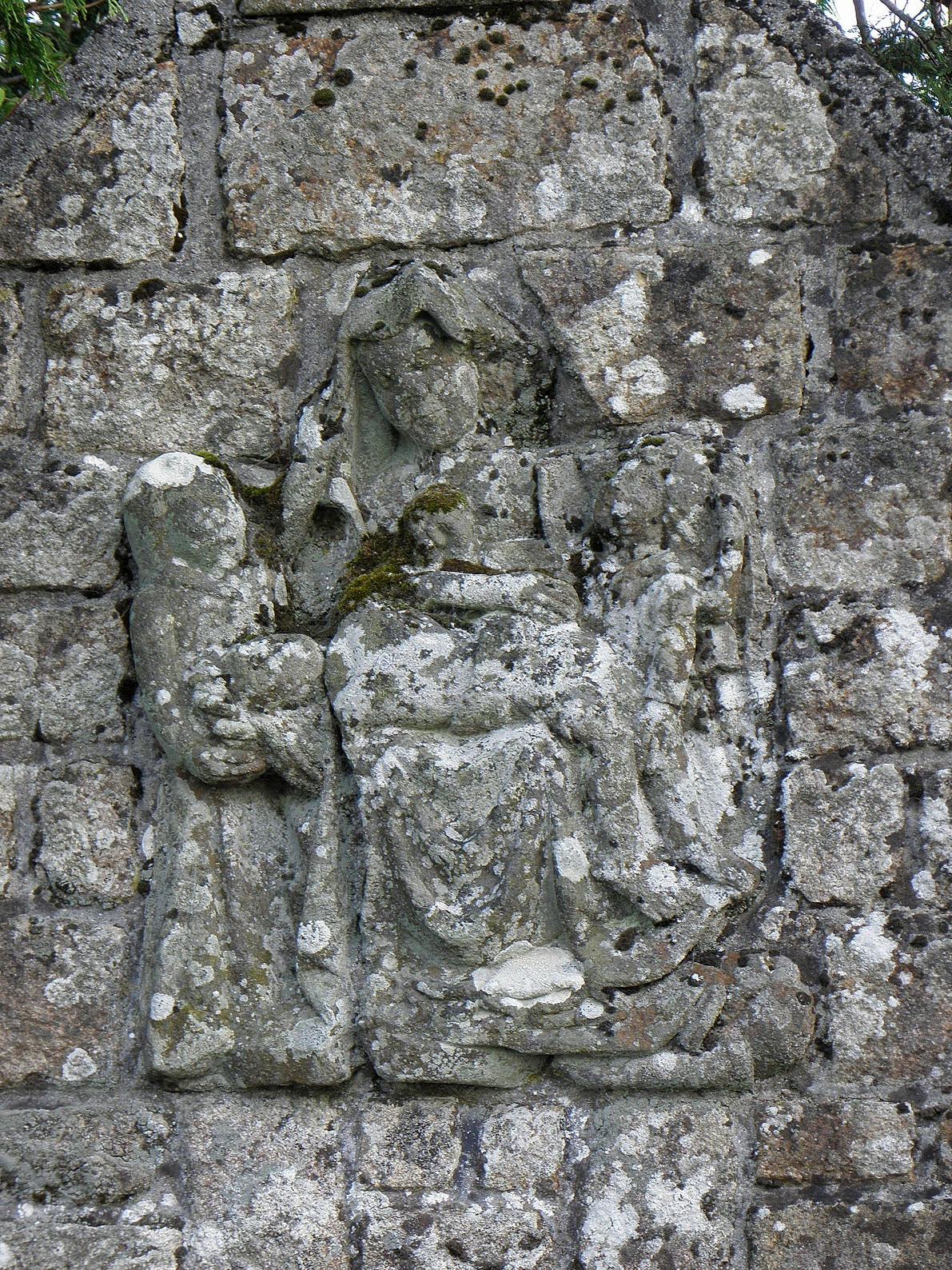
Bas-relief de l'éducation de la Vierge ornant l'entrée d'une propriété à proximité de l'église de Laz.

## Personnalités
- Françoise Magdeleine Josèphe de Kernezné[75], née le 22 juillet 1754 au manoir du Plessis en Laz, fut religieuse sous le nom de sœur Marie de Jésus ; à partir de 1786 supérieure du monastère des Augustines, des religieuses hospitalières, à Auray, arrêtée un temps pendant la Terreur avant de se réfugier à Lannion, puis d'être réélue supérieure du monastère d'Auray à plusieurs reprises entre 1811 et sa mort survenue le 28 avril 1847 dans ce monastère où elle fut enterrée. Sa sœur Marie Félicité Céleste de Kernezné, née en 1755 aussi au manoir du Plessis, fut aussi religieuse dans ce même monastère[76].
- Louise du Bot du Grégo, née le 27 août 1770 au château de Trévarez, (à la limite entre Saint-Goazec et Laz), alors un simple manoir servant de relais de chasse, que son père, qui se prévalait du titre de marquis du Grégo et de la Roche-Helgomarc'h, possédait. Elle est mariée au vicomte de Pontbellanger, un noble d'origine normande ; elle participe comme lui à la chouannerie en 1793. Après l'émigration de son mari en Angleterre, on pense, sans en avoir la preuve, qu'elle devint la maîtresse du Lazare Hoche dont elle fut l'une de ses espionne, contribuant à l'arrestation de Charette ; on dit à tort qu'elle aurait même dénoncée son mari, tué lors d'un combat à Médréac par des troupes républicaines ; on dit aussi qu'elle aurait contribué à l'échec de l'expédition d'Irlande de 1796, Hoche préférant sa galante compagnie à la préparation de l'expédition. On dit en fait beaucoup de choses sans en apporter la moindre preuve. Après la mort de son mari, elle épouse en 1797 le colonel républicain Michel Bonté (qui deviendra général) et devient ensuite baronne d'Empire. Elle décède le 17 janvier 1826 et son corps est inhumé dans la chapelle Saint Hubert de Trévarez avant d'être transféré dans le cimetière de Saint-Goazec[77].